# Плавання на літніх Олімпійських іграх 2024 — кваліфікація
У змаганнях з плавання на літніх Олімпійських іграх 2024 року візьмуть участь 852 плавці та плавчині в тридцяти п'яти дисциплінах у басейні та ще 44 учасники та учасниці в 10-кілометровому марафоні на відкритій воді. Кваліфікаційний період для змагань у басейні триватиме з 1 березня 2023 року до 23 червня 2024 року.

## Правила кваліфікації
Кожен Національний олімпійський комітет (НОК) може виставити щонайбільше двох спортсменів у кожній індивідуальній дисципліні, якщо обидва вони виконали Олімпійський кваліфікаційний норматив (OQT). Один спортсмен від країни також потенційно може отримати квотне місце, якщо він виконав Олімпійський розглядуваний норматив (OCT) або якщо не досягнуто загальної квоти 852. По одному плавцеві кожної статі зможуть претендувати на універсальне місце, якщо їх НОК не зміг отримати жодного кваліфікаційного місця завдяки виконанню OQT або OCT.
У кожній із 7 естафет візьмуть участь щонайбільше 16 команд, загалом 112 естафетних команд. Кожен НОК може виставити одну команду в кожній естафеті. Три найкращі команди за підсумками естафет на Чемпіонаті світу з водних видів спорту 2023 року у Фукуоці, Японія, безпосередньо зарезервують місця для участі у відповідному змаганні на Олімпійських іграх, тоді як решту тринадцять команд, які претендують на кваліфікацію в естафеті, буде відібрано за найкращим сумарним часом, показаним у попередніх запливах та фіналах на чемпіонатах світу 2023 та 2024 років.
Після закінчення кваліфікаційного періоду Міжнародна федерація плавання оцінить кількість плавців, які виконали OQT, кількість плавців, що беруть участь тільки в естафетах та кількість універсальних місць, після чого запропонує квотні місця окремим плавцям, які виконали OCT, сформувавши цим загальну квоту 852 спортсмени. Вибір серед плавців, які виконали OCT, здійснюватиметься відповідно до їхнього положення в світовому рейтингу Міжнародної федерації плавання на дату завершення кваліфікаційного періоду.
Кваліфікаційні часові нормативи можуть бути виконані на чемпіонатах світу 2023 та 2024 років, континентальних чемпіонатах, континентальних змаганнях з плавання, національних чемпіонатах та відбіркових змаганнях, а також на різних міжнародних змаганнях, які проводить Міжнародна федерація плавання в період з 1 березня 2023 до 23 червня 2024 року.
У запливах на 10 кілометрів на відкритій воді візьмуть участь по 22 спортсмени серед чоловіків і жінок, що на три менше, ніж у Токіо-2020. Відібрані вони будуть так:
- 3 призери в запливах на 10 км на Чемпіонаті світу з водних видів спорту 2023 року у Фукуоці, Японія
- 13 найкращих плавців за підсумками Чемпіонату світу з водних видів спорту 2024 року в Досі, Катар
- по одному найкращому представнику від кожного континенту FINA (Африка, Північна та Південна Америка, Азія, Європа та Океанія) за підсумками Чемпіонату світу з водних видів спорту 2024 року
- квота країни-господарки Франції, якщо її представник не пройде відбір іншими способами. Якщо один або кілька французьких плавців на відкритій воді пройдуть кваліфікацію, то квота країни-господарки буде перерозподілена за підсумками Чемпіонату світу з водних видів спорту 2024 року[5][6][7].

## Кваліфікаційні нормативи
Міжнародна федерація плавання встановила такі індивідуальні кваліфікаційні нормативи для участі в ОІ-2024:
| Чоловіки              | Чоловіки  | Чоловіки | Жінки                 | Жінки    | Жінки    |
| Дисципліна            | OQT*      | OCT^     | Дисципліна            | OQT*     | OCT^     |
| --------------------- | --------- | -------- | --------------------- | -------- | -------- |
| 50 м вільним стилем   | 21.96     | 22.07    | 50 м вільним стилем   | 24.70    | 24.82    |
| 100 м вільним стилем  | 48.34     | 48.58    | 100 м вільним стилем  | 53.61    | 53.88    |
| 200 м вільним стилем  | 1:46.26   | 1:46.79  | 200 м вільним стилем  | 1:57.26  | 1:57.85  |
| 400 м вільним стилем  | 3:46.78ª  | 3:47.91  | 400 м вільним стилем  | 4:07.90ª | 4:09.14  |
| 800 м вільним стилем  | 7:51.65   | 7:54.01  | 800 м вільним стилем  | 8:26.71  | 8:29.24  |
| 1500 м вільним стилем | 15:00.99ª | 15:05.49 | 1500 м вільним стилем | 16:09.09 | 16:13.94 |
| 100 м на спині        | 53.74     | 54.01    | 100 м на спині        | 59.99    | 1:00.29  |
| 200 м на спині        | 1:57.50ª  | 1:58.09  | 200 м на спині        | 2:10.39ª | 2:11.04  |
| 100 м брасом          | 59.49     | 59.79    | 100 м брасом          | 1:06.79  | 1:07.12  |
| 200 м брасом          | 2:09.68   | 2:10.33  | 200 м брасом          | 2:23.91  | 2:24.63  |
| 100 м батерфляєм      | 51.67     | 51.93    | 100 м батерфляєм      | 57.92ª   | 58.21    |
| 200 м батерфляєм      | 1:55.78   | 1:56.36  | 200 м батерфляєм      | 2:08.43ª | 2:09.07  |
| 200 м комплексом      | 1:57.94   | 1:58.53  | 200 м комплексом      | 2:11.47  | 2:12.13  |
| 400 м комплексом      | 4:12.50   | 4:13.76  | 400 м комплексом      | 4:38.53ª | 4:39.92  |

* OQT відповідає часові, який показав плавець, що посів 14-те місце у попередньому запливі відповідної дисципліни на попередніх Олімпійських іграх.

ª Позаяк спортсмен, що посів 14 місце, показав час, що був гірший за OQT на літніх Олімпійських іграх 2020, то OQT залишається таким, яким він був на попередніх іграх.

^ OCT одержано шляхом додавання 0,5% до часу OQT.

## Індивідуальні дисципліни

### індивідуальні чоловічі дисципліни

#### 50 метрів вільним стилем (чоловіки)
| Кваліфікаційний стандарт                      | К-ть спортсменів | НОК                                    | Спортсмени, що кваліфікувались          |
| --------------------------------------------- | ---------------- | -------------------------------------- | --------------------------------------- |
| Олімпійський кваліфікаційний норматив – 21.96 | 2                | Австралія (AUS)                        | Бен Амбрустер Кемерон Макевой           |
| Олімпійський кваліфікаційний норматив – 21.96 | 2                | Франція (FRA)                          | Максім Груссе Флоран Маноду             |
| Олімпійський кваліфікаційний норматив – 21.96 | 2                | Велика Британія (GBR)                  | Бенджамін Прауд Александер Когун        |
| Олімпійський кваліфікаційний норматив – 21.96 | 2                | Греція (GRE)                           | Стергіос-Маріос Білас Крістіан Голомєєв |
| Олімпійський кваліфікаційний норматив – 21.96 | 2                | Ірландія (IRL)                         | Шейн Раян Том Фаннон                    |
| Олімпійський кваліфікаційний норматив – 21.96 | 2                | Ізраїль (ISR)                          | Мейрон Черуті Мартін Картаві            |
| Олімпійський кваліфікаційний норматив – 21.96 | 2                | Італія (ITA)                           | Леонардо Деплано Лоренцо Дзадзері       |
| Олімпійський кваліфікаційний норматив – 21.96 | 2                | Нідерланди (NED)                       | Кензо Сімонс Ренцо Тьйон-А-Джо          |
| Олімпійський кваліфікаційний норматив – 21.96 | 2                | Португалія (POR)                       | Мігел Нашсіменту Діогу Рібейру          |
| Олімпійський кваліфікаційний норматив – 21.96 | 2                | США (USA)                              | Кайлеб Дрессел Кріс Ґільяно             |
| Олімпійський кваліфікаційний норматив – 21.96 | 1                | Аруба (ARU)                            | Мікель Шройдерс                         |
| Олімпійський кваліфікаційний норматив – 21.96 | 1                | Бразилія (BRA)                         | Гільєрме Карібе                         |
| Олімпійський кваліфікаційний норматив – 21.96 | 1                | Канада (CAN)                           | Джошуа Льєндо                           |
| Олімпійський кваліфікаційний норматив – 21.96 | 1                | Кайманові Острови (CAY)                | Джордан Крукс                           |
| Олімпійський кваліфікаційний норматив – 21.96 | 1                | Китай (CHN)                            | Пань Чжаньле                            |
| Олімпійський кваліфікаційний норматив – 21.96 | 1                | Хорватія (CRO)                         | Єре Хрібар                              |
| Олімпійський кваліфікаційний норматив – 21.96 | 1                | Німеччина (GER)                        | Артем Селін                             |
| Олімпійський кваліфікаційний норматив – 21.96 | 1                | Гонконг (HKG)                          | Іан Хо                                  |
| Олімпійський кваліфікаційний норматив – 21.96 | 1                | Угорщина (HUN)                         | Себастьян Сабо                          |
| Олімпійський кваліфікаційний норматив – 21.96 | 1                | Мексика (MEX)                          | Габріель Гастаньйо                      |
| Олімпійський кваліфікаційний норматив – 21.96 | 1                | Нова Зеландія (NZL)                    | Тайко Торепе-Ормсбі                     |
| Олімпійський кваліфікаційний норматив – 21.96 | 1                | Норвегія (NOR)                         | Ніколас Ліа                             |
| Олімпійський кваліфікаційний норматив – 21.96 | 1                | Польща (POL)                           | Пйотр Людвічак                          |
| Олімпійський кваліфікаційний норматив – 21.96 | 1                | Сербія (SRB)                           | Андрей Барна                            |
| Олімпійський кваліфікаційний норматив – 21.96 | 1                | Сінгапур (SGP)                         | Джонатан Тан                            |
| Олімпійський кваліфікаційний норматив – 21.96 | 1                | Південна Корея (KOR)                   | Ji Yu-chan                              |
| Олімпійський кваліфікаційний норматив – 21.96 | 1                | Швеція (SWE)                           | Бйорн Селіґер                           |
| Олімпійський кваліфікаційний норматив – 21.96 | 1                | Тринідад і Тобаго (TTO)                | Ділан Картер                            |
| Олімпійський кваліфікаційний норматив – 21.96 | 1                | Україна (UKR)                          | Владислав Бухов                         |
| Олімпійський кваліфікаційний норматив – 21.96 | 1                | Венесуела (VEN)                        | Альберто Местре                         |
| Олімпійський розглядуваний норматив – 22.07   | 0                | Н/Д                                    | Н/Д                                     |
| Універсальні місця                            | 1                | Афганістан (AFG)                       | Фахім Анварі                            |
| Універсальні місця                            | 1                | Бурунді (BDI)                          | Беллі-Кресус Ганіра                     |
| Універсальні місця                            | 1                | Буркіна-Фасо (BUR)                     | Сулейман Напаре                         |
| Універсальні місця                            | 1                | Кабо-Верде (CPV)                       | Жозе Таті                               |
| Універсальні місця                            | 1                | Центральноафриканська Республіка (CAF) | Теренс Тенґ                             |
| Універсальні місця                            | 1                | Демократична Республіка Конго (COD)    | Арістот Ндомбе Імпеленґа                |
| Універсальні місця                            | 1                | Джибуті (DJI)                          | Хумед Хуссейн Баркат                    |
| Універсальні місця                            | 1                | Домініка (DMA)                         | Воррен Лоуренс                          |
| Універсальні місця                            | 1                | Східний Тимор (TLS)                    | Жоланіо Гутерріш                        |
| Універсальні місця                            | 1                | Екваторіальна Гвінея (GEQ)             | Їджиніо Ндонґ Обама                     |
| Універсальні місця                            | 1                | Еритрея (ERI)                          | Аарон Овусу                             |
| Універсальні місця                            | 1                | Фіджі (FIJ)                            | Девід Янґ                               |
| Універсальні місця                            | 1                | Габон (GAB)                            | Адам Жирар де Ланґлад Мпалі             |
| Універсальні місця                            | 1                | Гамбія (GAM)                           | Усман Джоб                              |
| Універсальні місця                            | 1                | Гвінея (GUI)                           | Ельхадж Діалло                          |
| Універсальні місця                            | 1                | Гвінея-Бісау (GBS)                     | Педро Роджері                           |
| Універсальні місця                            | 1                | Допущені нейтральні атлети (ANA)       | Євген Сомов                             |
| Універсальні місця                            | 1                | Малаві (MAW)                           | Філіпе Гомес                            |
| Універсальні місця                            | 1                | Мальдіви (MDV)                         | Мохамед Аан Хуссейн                     |
| Універсальні місця                            | 1                | Мальта (MLT)                           | Кайл Мікаллеф                           |
| Універсальні місця                            | 1                | Маршаллові Острови (MHL)               | Філліп Кіноно                           |
| Універсальні місця                            | 1                | Мавританія (MTN)                       | Каміль Дуа                              |
| Універсальні місця                            | 1                | Нігер (NIG)                            | Маруан Маман                            |
| Універсальні місця                            | 1                | Нігерія (NGR)                          | Тобі Сіджуаде                           |
| Універсальні місця                            | 1                | Палау (PLW)                            | Джион Хосей                             |
| Універсальні місця                            | 1                | Республіка Конго (CGO)                 | Фредді Маяла                            |
| Універсальні місця                            | 1                | Сент-Кіттс і Невіс (SKN)               | Трой Нісбетт                            |
| Універсальні місця                            | 1                | Сент-Вінсент і Гренадини (VIN)         | Алекс Йоахім                            |
| Універсальні місця                            | 1                | Сьєрра-Леоне (SLE)                     | Джошуа Вайз                             |
| Універсальні місця                            | 1                | Словаччина (SVK)                       | Матей Душа                              |
| Універсальні місця                            | 1                | Швейцарія (SUI)                        | Тьєррі Боллен                           |
| Універсальні місця                            | 1                | Таджикистан (TJK)                      | Фахріддін Мадкамов                      |
| Універсальні місця                            | 1                | Того (TOG)                             | Джордано Дау                            |
| Універсальні місця                            | 1                | Замбія (ZAM)                           | Демієн Шамамбо                          |
| Запрошення                                    | 1                | Збірна біженців (EOR)                  | Алаа Масо                               |
| Загалом                                       | 75               |                                        |                                         |

#### 100 метрів вільним стилем (чоловіки)
| Кваліфікаційний стандарт                      | К-ть спортсменів | НОК                              | Спортсмени, що кваліфікувались   |
| --------------------------------------------- | ---------------- | -------------------------------- | -------------------------------- |
| Олімпійський кваліфікаційний норматив – 48.34 | 2                | Австралія (AUS)                  | Кайл Чалмерс Вільям Янґ          |
| Олімпійський кваліфікаційний норматив – 48.34 | 2                | Бразилія (BRA)                   | Гільєрме Карібе Марсело Черігіні |
| Олімпійський кваліфікаційний норматив – 48.34 | 2                | Канада (CAN)                     | Юрі Кісіл Джошуа Льєндо          |
| Олімпійський кваліфікаційний норматив – 48.34 | 2                | Китай (CHN)                      | Пань Чжаньле Ван Хаоюй           |
| Олімпійський кваліфікаційний норматив – 48.34 | 2                | Франція (FRA)                    | Рафаель Фант-Дамер Максім Груссе |
| Олімпійський кваліфікаційний норматив – 48.34 | 2                | Велика Британія (GBR)            | Метт Річардс Данкан Скотт        |
| Олімпійський кваліфікаційний норматив – 48.34 | 2                | Сербія (SRB)                     | Андрей Барна Велімір Степанович  |
| Олімпійський кваліфікаційний норматив – 48.34 | 2                | США (USA)                        | Джек Алексі Кріс Ґільяно         |
| Олімпійський кваліфікаційний норматив – 48.34 | 1                | Кайманові Острови (CAY)          | Джордан Крукс                    |
| Олімпійський кваліфікаційний норматив – 48.34 | 1                | Хорватія (CRO)                   | Нікола Мілєнич                   |
| Олімпійський кваліфікаційний норматив – 48.34 | 1                | Німеччина (GER)                  | Йоша Зальхов                     |
| Олімпійський кваліфікаційний норматив – 48.34 | 1                | Угорщина (HUN)                   | Нандор Немет                     |
| Олімпійський кваліфікаційний норматив – 48.34 | 1                | Ізраїль (ISR)                    | Томер Франкель                   |
| Олімпійський кваліфікаційний норматив – 48.34 | 1                | Італія (ITA)                     | Алессандро Мірессі               |
| Олімпійський кваліфікаційний норматив – 48.34 | 1                | Японія (JPN)                     | Мацумото Кацухіро                |
| Олімпійський кваліфікаційний норматив – 48.34 | 1                | Литва (LTU)                      | Данас Рапшис                     |
| Олімпійський кваліфікаційний норматив – 48.34 | 1                | Мексика (MEX)                    | Хорхе Іга                        |
| Олімпійський кваліфікаційний норматив – 48.34 | 1                | Нідерланди (NED)                 | Шон Ніволд                       |
| Олімпійський кваліфікаційний норматив – 48.34 | 1                | Нова Зеландія (NZL)              | Камерон Ґрей                     |
| Олімпійський кваліфікаційний норматив – 48.34 | 1                | Португалія (POR)                 | Діогу Рібейру                    |
| Олімпійський кваліфікаційний норматив – 48.34 | 1                | Румунія (ROU)                    | Давід Попович                    |
| Олімпійський кваліфікаційний норматив – 48.34 | 1                | Південна Корея (KOR)             | Хван Сон У                       |
| Олімпійський кваліфікаційний норматив – 48.34 | 1                | Іспанія (ESP)                    | Серхіо Де Селіс                  |
| Олімпійський кваліфікаційний норматив – 48.34 | 1                | Тринідад і Тобаго (TTO)          | Ділан Картер                     |
| Олімпійський розглядуваний норматив – 48.58   | 1                | Аруба (ARU)                      | Мікель Шройдерс                  |
| Універсальні місця                            | 1                | Албанія (ALB)                    | Ґрісі Кохаку                     |
| Універсальні місця                            | 1                | Ангола (ANG)                     | Енріке Маскареньяс               |
| Універсальні місця                            | 1                | Вірменія (ARM)                   | Артур Барсегян                   |
| Універсальні місця                            | 1                | Багамські Острови (BAH)          | Ламар Тейлор                     |
| Універсальні місця                            | 1                | Бангладеш (BAN)                  | Саміул Іслам Рафі                |
| Універсальні місця                            | 1                | Барбадос (BAR)                   | Джек Кірбі                       |
| Універсальні місця                            | 1                | Бутан (BHU)                      | Санґай Тензін                    |
| Універсальні місця                            | 1                | Камбоджа (CAM)                   | Антуан де Лаппаран               |
| Універсальні місця                            | 1                | Камерун (CMR)                    | Джорджо Нґічі                    |
| Універсальні місця                            | 1                | Коморські Острови (COM)          | Хассан Хаджи                     |
| Універсальні місця                            | 1                | Кіпр (CYP)                       | Ніколас Антоніу                  |
| Універсальні місця                            | 1                | Чехія (CZE)                      | Даніель Ґрацик                   |
| Універсальні місця                            | 1                | Домініканська Республіка (DOM)   | Хав'єр Нуньєс                    |
| Універсальні місця                            | 1                | Сальвадор (ESA)                  | Ніксон Ернандес                  |
| Універсальні місця                            | 1                | Гана (GHA)                       | Гаррі Стейсі                     |
| Універсальні місця                            | 1                | Гонконг (HKG)                    | Іан Хо                           |
| Універсальні місця                            | 1                | Іран (IRI)                       | Сам'яр Абдолі                    |
| Універсальні місця                            | 1                | Казахстан (KAZ)                  | Аділбек Муссін                   |
| Універсальні місця                            | 1                | Косово (KOS)                     | Аделл Сабовік                    |
| Універсальні місця                            | 1                | Кувейт (KUW)                     | Мохамад Зубаїд                   |
| Універсальні місця                            | 1                | Ліван (LBN)                      | Сімон Дуейї                      |
| Універсальні місця                            | 1                | Лівія (LBA)                      | Юсеф Абубакер                    |
| Універсальні місця                            | 1                | Люксембург (LUX)                 | Ральф Далайден                   |
| Універсальні місця                            | 1                | Малі (MLI)                       | Алексьєн Кума                    |
| Універсальні місця                            | 1                | Маврикій (MRI)                   | Овеш Пураху                      |
| Універсальні місця                            | 1                | Монголія (MGL)                   | Батбаяр Енхтамір                 |
| Універсальні місця                            | 1                | М'янма (MYA)                     | Пхоне П'яе Хан                   |
| Універсальні місця                            | 1                | Непал (NEP)                      | Александер Шах                   |
| Універсальні місця                            | 1                | Оман (OMA)                       | Ісса Аль-Адаві                   |
| Універсальні місця                            | 1                | Папуа Нова Гвінея (PNG)          | Джош Тарере                      |
| Універсальні місця                            | 1                | Польща (POL)                     | Якуб Маєрський                   |
| Універсальні місця                            | 1                | Сент-Люсія (LCA)                 | Джейхан Одлум-Сміт               |
| Універсальні місця                            | 1                | Самоа (SAM)                      | Йоганн Стікленд                  |
| Універсальні місця                            | 1                | Саудівська Аравія (KSA)          | Заїд аль-Саррадж                 |
| Універсальні місця                            | 1                | Сенегал (SEN)                    | Матьє Сей                        |
| Універсальні місця                            | 1                | Сінгапур (SGP)                   | Джонатан Тан                     |
| Універсальні місця                            | 1                | Шрі-Ланка (SRI)                  | Кайл Абейсінґге                  |
| Універсальні місця                            | 1                | Суринам (SUR)                    | Ірвін Гост                       |
| Універсальні місця                            | 1                | Швеція (SWE)                     | Бйорн Селіґер                    |
| Універсальні місця                            | 1                | Танзанія (TAN)                   | Коллінз Салібоко                 |
| Універсальні місця                            | 1                | Таїланд (THA)                    | Дульяван Кевсрійонґ              |
| Універсальні місця                            | 1                | Туркменістан (TKM)               | Муса Жалаєв                      |
| Універсальні місця                            | 1                | Об'єднані Арабські Емірати (UAE) | Юсуф Аль-Матруши                 |
| Універсальні місця                            | 1                | Уругвай (URU)                    | Лео Ноллес                       |
| Універсальні місця                            | 1                | Вануату (VAN)                    | Джонатан Сілас                   |
| Універсальні місця                            | 1                | Венесуела (VEN)                  | Альберто Местре                  |
| Загалом                                       | 79               |                                  |                                  |

#### 200 метрів вільним стилем (чоловіки)
| Кваліфікаційний стандарт                        | К-ть спортсменів | НОК                   | Спортсмени, що кваліфікувались  |
| ----------------------------------------------- | ---------------- | --------------------- | ------------------------------- |
| Олімпійський кваліфікаційний норматив – 1:46.26 | 2                | Австралія (AUS)       | Максіміліан Джуліані Томас Нілл |
| Олімпійський кваліфікаційний норматив – 1:46.26 | 2                | Китай (CHN)           | Пань Чжаньле Цзі Сіньцзє        |
| Олімпійський кваліфікаційний норматив – 1:46.26 | 2                | Німеччина (GER)       | Лукас Мертенс Рафаель Мірослав  |
| Олімпійський кваліфікаційний норматив – 1:46.26 | 2                | Велика Британія (GBR) | Метт Річардс Данкан Скотт       |
| Олімпійський кваліфікаційний норматив – 1:46.26 | 2                | Японія (JPN)          | Мацумото Кацухіро Хіденарі Мано |
| Олімпійський кваліфікаційний норматив – 1:46.26 | 2                | Південна Корея (KOR)  | Хван Сон У Lee Ho-joon          |
| Олімпійський кваліфікаційний норматив – 1:46.26 | 2                | США (USA)             | Кріс Ґільяно Лук Гобсон         |
| Олімпійський кваліфікаційний норматив – 1:46.26 | 1                | Австрія (AUT)         | Фелікс Аубек                    |
| Олімпійський кваліфікаційний норматив – 1:46.26 | 1                | Бразилія (BRA)        | Гільєрме Коста                  |
| Олімпійський кваліфікаційний норматив – 1:46.26 | 1                | Угорщина (HUN)        | Нандор Немет                    |
| Олімпійський кваліфікаційний норматив – 1:46.26 | 1                | Ізраїль (ISR)         | Денис Локтєв                    |
| Олімпійський кваліфікаційний норматив – 1:46.26 | 1                | Італія (ITA)          | Алессандро Рагаїні              |
| Олімпійський кваліфікаційний норматив – 1:46.26 | 1                | Литва (LTU)           | Данас Рапшис                    |
| Олімпійський кваліфікаційний норматив – 1:46.26 | 1                | Румунія (ROU)         | Давід Попович                   |
| Олімпійський розглядуваний норматив – 1:46.79   | 1                | Бельгія (BEL)         | Люка Енво                       |
| Олімпійський розглядуваний норматив – 1:46.79   | 1                | Мексика (MEX)         | Хорхе Іга                       |
| Олімпійський розглядуваний норматив – 1:46.79   | 1                | Швейцарія (SUI)       | Антоніо Дьякович                |
| Універсальні місця                              | 1                | Пакистан (PAK)        | Мугаммад Агмед Дуррані          |
| Універсальні місця                              | 1                | Сербія (SRB)          | Велімір Степанович              |
| Універсальні місця                              | 1                | Словенія (SLO)        | Сашо Бошкан                     |
| Універсальні місця                              | 1                | Сирія (SYR)           | Омар Аббас                      |
| Загалом                                         | 28               |                       |                                 |

#### 400 метрів вільним стилем (чоловіки)
| Кваліфікаційний стандарт                        | К-ть спортсменів | НОК                        | Спортсмени, що кваліфікувались         |
| ----------------------------------------------- | ---------------- | -------------------------- | -------------------------------------- |
| Олімпійський кваліфікаційний норматив – 3:46.78 | 2                | Австралія (AUS)            | Семюел Шорт Елайджа Віннінґтон         |
| Олімпійський кваліфікаційний норматив – 3:46.78 | 2                | Бразилія (BRA)             | Гільєрме Коста Едуарду Олівейра Мораес |
| Олімпійський кваліфікаційний норматив – 3:46.78 | 2                | Китай (CHN)                | Чжан Чжаньшо Фей Лівей                 |
| Олімпійський кваліфікаційний норматив – 3:46.78 | 2                | Німеччина (GER)            | Олівер Клемет Лукас Мертенс            |
| Олімпійський кваліфікаційний норматив – 3:46.78 | 2                | США (USA)                  | Аарон Шейкелл Кіаран Сміт              |
| Олімпійський кваліфікаційний норматив – 3:46.78 | 1                | Австрія (AUT)              | Фелікс Аубек                           |
| Олімпійський кваліфікаційний норматив – 3:46.78 | 1                | Бельгія (BEL)              | Люка Енво                              |
| Олімпійський кваліфікаційний норматив – 3:46.78 | 1                | Болгарія (BUL)             | Петар Митсин                           |
| Олімпійський кваліфікаційний норматив – 3:46.78 | 1                | Франція (FRA)              | Давід Обрі                             |
| Олімпійський кваліфікаційний норматив – 3:46.78 | 1                | Велика Британія (GBR)      | Кіран Берд                             |
| Олімпійський кваліфікаційний норматив – 3:46.78 | 1                | Ірландія (IRL)             | Денієл Віффен                          |
| Олімпійський кваліфікаційний норматив – 3:46.78 | 1                | Литва (LTU)                | Данас Рапшис                           |
| Олімпійський кваліфікаційний норматив – 3:46.78 | 1                | Південна Корея (KOR)       | Кім У Мін                              |
| Олімпійський кваліфікаційний норматив – 3:46.78 | 1                | Швеція (SWE)               | Віктор Юханссон                        |
| Олімпійський кваліфікаційний норматив – 3:46.78 | 1                | Швейцарія (SUI)            | Антоніо Дьякович                       |
| Олімпійський кваліфікаційний норматив – 3:46.78 | 1                | Туніс (TUN)                | Ахмед Жауді                            |
| Олімпійський кваліфікаційний норматив – 3:46.78 | 1                | Україна (UKR)              | Михайло Романчук                       |
| Олімпійський кваліфікаційний норматив – 3:46.78 | 1                | Венесуела (VEN)            | Альфонсо Местре                        |
| Олімпійський розглядуваний норматив – 3:47.91   | 1                | Угорщина (HUN)             | Залан Шаркані                          |
| Олімпійський розглядуваний норматив – 3:47.91   | 1                | Іспанія (ESP)              | Карлос Гарак                           |
| Універсальні місця                              | 1                | Боснія і Герцеговина (BIH) | Йован Лекич                            |
| Універсальні місця                              | 1                | Чилі (CHI)                 | Едуардо Сістернас                      |
| Універсальні місця                              | 1                | Коста-Рика (CRC)           | Альберто Вега                          |
| Універсальні місця                              | 1                | Естонія (EST)              | Крегор Зірк                            |
| Універсальні місця                              | 1                | Гаяна (GUY)                | Раеквон Ноель                          |
| Універсальні місця                              | 1                | Кенія (KEN)                | Рідгван Абубакар                       |
| Універсальні місця                              | 1                | Малайзія (MAS)             | Кхіє Хо Єн                             |
| Універсальні місця                              | 1                | Молдова (MDA)              | Павел Аловацький                       |
| Універсальні місця                              | 1                | Марокко (MAR)              | Ільяс ель-Фаллакі                      |
| Універсальні місця                              | 1                | Північна Македонія (MKD)   | Никола Джуретановик                    |
| Універсальні місця                              | 1                | Перу (PER)                 | Хоакін Варгас                          |
| Універсальні місця                              | 1                | Сан-Марино (SMR)           | Лоріс Б'янкі                           |
| Універсальні місця                              | 1                | Узбекистан (UZB)           | Ілля Сибірцев                          |
| Загалом                                         | 38               |                            |                                        |

#### 800 метрів вільним стилем (чоловіки)
| Кваліфікаційний стандарт                        | К-ть спортсменів | НОК                  | Спортсмени, що кваліфікувались       |
| ----------------------------------------------- | ---------------- | -------------------- | ------------------------------------ |
| Олімпійський кваліфікаційний норматив – 7:51.65 | 2                | Австралія (AUS)      | Семюел Шорт Елайджа Віннінґтон       |
| Олімпійський кваліфікаційний норматив – 7:51.65 | 2                | Китай (CHN)          | Фей Лівей Чжан Чжаньшо               |
| Олімпійський кваліфікаційний норматив – 7:51.65 | 2                | Франція (FRA)        | Давід Обрі Паком Бріку               |
| Олімпійський кваліфікаційний норматив – 7:51.65 | 2                | Німеччина (GER)      | Олівер Клемет Свен Шварц             |
| Олімпійський кваліфікаційний норматив – 7:51.65 | 2                | Італія (ITA)         | Лука де Тулліо Грегоріо Пальтріньєрі |
| Олімпійський кваліфікаційний норматив – 7:51.65 | 2                | Норвегія (NOR)       | Генрік Крістіансен Йон Єнтведт       |
| Олімпійський кваліфікаційний норматив – 7:51.65 | 2                | США (USA)            | Роберт Фінк Люк Вітлок               |
| Олімпійський кваліфікаційний норматив – 7:51.65 | 1                | Австрія (AUT)        | Фелікс Аубек                         |
| Олімпійський кваліфікаційний норматив – 7:51.65 | 1                | Бразилія (BRA)       | Гільєрме Коста                       |
| Олімпійський кваліфікаційний норматив – 7:51.65 | 1                | Єгипет (EGY)         | Марван Ель-Камаш                     |
| Олімпійський кваліфікаційний норматив – 7:51.65 | 1                | Греція (GRE)         | Дімітріос Маркос                     |
| Олімпійський кваліфікаційний норматив – 7:51.65 | 1                | Угорщина (HUN)       | Залан Шаркані                        |
| Олімпійський кваліфікаційний норматив – 7:51.65 | 1                | Ірландія (IRL)       | Денієл Віффен                        |
| Олімпійський кваліфікаційний норматив – 7:51.65 | 1                | Польща (POL)         | Кшиштоф Хмелевський                  |
| Олімпійський кваліфікаційний норматив – 7:51.65 | 1                | Румунія (ROU)        | Влад Станку                          |
| Олімпійський кваліфікаційний норматив – 7:51.65 | 1                | Південна Корея (KOR) | Кім У Мін                            |
| Олімпійський кваліфікаційний норматив – 7:51.65 | 1                | Іспанія (ESP)        | Карлос Гарак                         |
| Олімпійський кваліфікаційний норматив – 7:51.65 | 1                | Швеція (SWE)         | Віктор Юханссон                      |
| Олімпійський кваліфікаційний норматив – 7:51.65 | 1                | Туреччина (TUR)      | Кузей Тунчеллі                       |
| Олімпійський кваліфікаційний норматив – 7:51.65 | 1                | Україна (UKR)        | Михайло Романчук                     |
| Олімпійський кваліфікаційний норматив – 7:51.65 | 1                | Узбекистан (UZB)     | Ілля Сибірцев                        |
| Олімпійський кваліфікаційний норматив – 7:51.65 | 1                | Венесуела (VEN)      | Альфонсо Местре                      |
| Олімпійський кваліфікаційний норматив – 7:51.65 | 1                | В'єтнам (VIE)        | Нгуєн Хюї Хоанґ                      |
| Олімпійський розглядуваний норматив – 7:54.01   | 1                | Бельгія (BEL)        | Люка Енво                            |
| Універсальні місця                              | 1                | Монако (MON)         | Тео Дрюенн                           |
| Загалом                                         | 32               |                      |                                      |

#### 1500 метрів вільним стилем (чоловіки)
| Кваліфікаційний стандарт                         | К-ть спортсменів | НОК                   | Спортсмени, що кваліфікувались       |
| ------------------------------------------------ | ---------------- | --------------------- | ------------------------------------ |
| Олімпійський кваліфікаційний норматив – 15:00.99 | 2                | Франція (FRA)         | Давід Обрі Дам'єн Жолі               |
| Олімпійський кваліфікаційний норматив – 15:00.99 | 2                | Німеччина (GER)       | Свен Шварц Флоріан Веллброк          |
| Олімпійський кваліфікаційний норматив – 15:00.99 | 2                | Угорщина (HUN)        | Давід Бетлехем Залан Шаркані         |
| Олімпійський кваліфікаційний норматив – 15:00.99 | 2                | Італія (ITA)          | Лука де Тулліо Грегоріо Пальтріньєрі |
| Олімпійський кваліфікаційний норматив – 15:00.99 | 2                | Туреччина (TUR)       | Емір Батур Альбайрак Кузей Тунчеллі  |
| Олімпійський кваліфікаційний норматив – 15:00.99 | 2                | США (USA)             | Роберт Фінк Девід Джонстон           |
| Олімпійський кваліфікаційний норматив – 15:00.99 | 1                | Австралія (AUS)       | Семюел Шорт                          |
| Олімпійський кваліфікаційний норматив – 15:00.99 | 1                | Китай (CHN)           | Фей Лівей                            |
| Олімпійський кваліфікаційний норматив – 15:00.99 | 1                | Єгипет (EGY)          | Марван Ель-Камаш                     |
| Олімпійський кваліфікаційний норматив – 15:00.99 | 1                | Велика Британія (GBR) | Денієл Джервіс                       |
| Олімпійський кваліфікаційний норматив – 15:00.99 | 1                | Ірландія (IRL)        | Денієл Віффен                        |
| Олімпійський кваліфікаційний норматив – 15:00.99 | 1                | Норвегія (NOR)        | Генрік Крістіансен                   |
| Олімпійський кваліфікаційний норматив – 15:00.99 | 1                | Румунія (ROU)         | Влад Станку                          |
| Олімпійський кваліфікаційний норматив – 15:00.99 | 1                | Південна Корея (KOR)  | Кім У Мін                            |
| Олімпійський кваліфікаційний норматив – 15:00.99 | 1                | Іспанія (ESP)         | Карлос Гарак                         |
| Олімпійський кваліфікаційний норматив – 15:00.99 | 1                | Швеція (SWE)          | Віктор Юханссон                      |
| Олімпійський кваліфікаційний норматив – 15:00.99 | 1                | Туніс (TUN)           | Ахмед Жауаді                         |
| Олімпійський кваліфікаційний норматив – 15:00.99 | 1                | Україна (UKR)         | Михайло Романчук                     |
| Олімпійський розглядуваний норматив – 15:05.49   | 1                | Польща (POL)          | Кшиштоф Хмелевський                  |
| Олімпійський розглядуваний норматив – 15:05.49   | 1                | В'єтнам (VIE)         | Нгуєн Хюї Хоанґ                      |
| Універсальні місця                               | 1                | Куба (CUB)            | Родольфо Фалькон мол                 |
| Універсальні місця                               | 1                | Греція (GRE)          | Дімітріос Маркос                     |
| Загалом                                          | 28               |                       |                                      |

#### 100 метрів на спині (чоловіки)
| Кваліфікаційний стандарт                      | К-ть спортсменів | НОК                                   | Спортсмени, що кваліфікувались           |
| --------------------------------------------- | ---------------- | ------------------------------------- | ---------------------------------------- |
| Олімпійський кваліфікаційний норматив – 53.74 | 2                | Австралія (AUS)                       | Айзек Купер Бредлі Вудворд               |
| Олімпійський кваліфікаційний норматив – 53.74 | 2                | Канада (CAN)                          | Хав'єр Асеведо Блейк Тірні               |
| Олімпійський кваліфікаційний норматив – 53.74 | 2                | Франція (FRA)                         | Йоанн Ндує-Бруар Мевен Томак             |
| Олімпійський кваліфікаційний норматив – 53.74 | 2                | Німеччина (GER)                       | Оле Брауншвайґ Марек Ульріх              |
| Олімпійський кваліфікаційний норматив – 53.74 | 2                | Велика Британія (GBR)                 | Джонатон Маршалл Олівер Морґан           |
| Олімпійський кваліфікаційний норматив – 53.74 | 2                | Греція (GRE)                          | Апостолос Хрістоу Евангелос Макригіанніс |
| Олімпійський кваліфікаційний норматив – 53.74 | 2                | Угорщина (HUN)                        | Адам Ясо Хуберт Кош                      |
| Олімпійський кваліфікаційний норматив – 53.74 | 2                | Італія (ITA)                          | Томас Чеккон Мікеле Ламберті             |
| Олімпійський кваліфікаційний норматив – 53.74 | 2                | Швейцарія (SUI)                       | Тьєррі Боллен Роман Мітюков              |
| Олімпійський кваліфікаційний норматив – 53.74 | 2                | США (USA)                             | Гантер Армстронґ Раян Мерфі              |
| Олімпійський кваліфікаційний норматив – 53.74 | 1                | Китай (CHN)                           | Сюй Цзяюй                                |
| Олімпійський кваліфікаційний норматив – 53.74 | 1                | Чехія (CZE)                           | Мірослав Кнедла                          |
| Олімпійський кваліфікаційний норматив – 53.74 | 1                | Ізраїль (ISR)                         | Адам Мараана                             |
| Олімпійський кваліфікаційний норматив – 53.74 | 1                | Японія (JPN)                          | Ріку Мацуяма                             |
| Олімпійський кваліфікаційний норматив – 53.74 | 1                | Польща (POL)                          | Ксавери Масюк                            |
| Олімпійський кваліфікаційний норматив – 53.74 | 1                | Португалія (POR)                      | Жоао Кошта                               |
| Олімпійський кваліфікаційний норматив – 53.74 | 1                | ПАР (RSA)                             | Пітер Кутзе                              |
| Олімпійський кваліфікаційний норматив – 53.74 | 1                | Південна Корея (KOR)                  | Лі Чу Хо                                 |
| Олімпійський кваліфікаційний норматив – 53.74 | 1                | Іспанія (ESP)                         | Уго Гонсалес                             |
| Олімпійський кваліфікаційний норматив – 53.74 | 1                | Україна (UKR)                         | Олександр Желтяков                       |
| Олімпійський розглядуваний норматив – 54.01   | 1                | Аргентина (ARG)                       | Улісес Саравія                           |
| Олімпійський розглядуваний норматив – 54.01   | 1                | Нідерланди (NED)                      | Кай ван Вестерлінґ                       |
| Універсальні місця                            | 1                | Австрія (AUT)                         | Бернгард Райтсгаммер                     |
| Універсальні місця                            | 1                | Бенін (BEN)                           | Алексіс Кпаді                            |
| Універсальні місця                            | 1                | Бермуди (BER)                         | Джек Гарві                               |
| Універсальні місця                            | 1                | Бруней (BRU)                          | Зеке Чан                                 |
| Універсальні місця                            | 1                | Колумбія (COL)                        | Антоні Рінкон                            |
| Універсальні місця                            | 1                | Грузія (GEO)                          | Ное Панцхава                             |
| Універсальні місця                            | 1                | Гренада (GRN)                         | Закарі Ґрешам                            |
| Універсальні місця                            | 1                | Індія (IND)                           | Сріхарі Натарадж                         |
| Універсальні місця                            | 1                | Нова Зеландія (NZL)                   | Кейн Фолловз                             |
| Універсальні місця                            | 1                | Палестина (PLE)                       | Язан Аль-Бавваб                          |
| Універсальні місця                            | 1                | Пуерто-Рико (PUR)                     | Єсьєль Моралес                           |
| Універсальні місця                            | 1                | Тонга (TGA)                           | Алан Ухі                                 |
| Універсальні місця                            | 1                | Туреччина (TUR)                       | Берке Сака                               |
| Універсальні місця                            | 1                | Американські Віргінські Острови (ISV) | Максімілліан Вілсон                      |
| Загалом                                       | 46               |                                       |                                          |

#### 200 метрів на спині (чоловіки)
| Кваліфікаційний стандарт                        | К-ть спортсменів | НОК                   | Спортсмени, що кваліфікувались     |
| ----------------------------------------------- | ---------------- | --------------------- | ---------------------------------- |
| Олімпійський кваліфікаційний норматив – 1:57.50 | 2                | Австралія (AUS)       | Се-Бом Лі Бредлі Вудворд           |
| Олімпійський кваліфікаційний норматив – 1:57.50 | 2                | Франція (FRA)         | Йоанн Ндує-Бруар Мевен Томак       |
| Олімпійський кваліфікаційний норматив – 1:57.50 | 2                | Велика Британія (GBR) | Олівер Морґан Люк Грінбенк         |
| Олімпійський кваліфікаційний норматив – 1:57.50 | 2                | Греція (GRE)          | Апостолос Хрістоу Апостолос Сіскос |
| Олімпійський кваліфікаційний норматив – 1:57.50 | 2                | Угорщина (HUN)        | Хуберт Кош Адам Телегді            |
| Олімпійський кваліфікаційний норматив – 1:57.50 | 2                | Японія (JPN)          | Хідекадзу Такехара Кейта Сунама    |
| Олімпійський кваліфікаційний норматив – 1:57.50 | 2                | США (USA)             | Кітон Джонс Раян Мерфі             |
| Олімпійський кваліфікаційний норматив – 1:57.50 | 1                | Канада (CAN)          | Блейк Тірні                        |
| Олімпійський кваліфікаційний норматив – 1:57.50 | 1                | Китай (CHN)           | Сюй Цзяюй                          |
| Олімпійський кваліфікаційний норматив – 1:57.50 | 1                | Німеччина (GER)       | Лукас Мертенс                      |
| Олімпійський кваліфікаційний норматив – 1:57.50 | 1                | Італія (ITA)          | Маттео Рестіво                     |
| Олімпійський кваліфікаційний норматив – 1:57.50 | 1                | Нідерланди (NED)      | Кай ван Вестерлінґ                 |
| Олімпійський кваліфікаційний норматив – 1:57.50 | 1                | Нова Зеландія (NZL)   | Кейн Фолловз                       |
| Олімпійський кваліфікаційний норматив – 1:57.50 | 1                | Польща (POL)          | Ксавери Масюк                      |
| Олімпійський кваліфікаційний норматив – 1:57.50 | 1                | ПАР (RSA)             | Пітер Кутзе                        |
| Олімпійський кваліфікаційний норматив – 1:57.50 | 1                | Південна Корея (KOR)  | Лі Чу Хо                           |
| Олімпійський кваліфікаційний норматив – 1:57.50 | 1                | Іспанія (ESP)         | Уго Гонсалес                       |
| Олімпійський кваліфікаційний норматив – 1:57.50 | 1                | Швейцарія (SUI)       | Роман Мітюков                      |
| Олімпійський кваліфікаційний норматив – 1:57.50 | 1                | Україна (UKR)         | Олександр Желтяков                 |
| Олімпійський розглядуваний норматив – 1:58.09   | 1                | Пуерто-Рико (PUR)     | Єсьєль Моралес                     |
| Універсальні місця                              | 1                | Судан (SUD)           | Зіяд Салім                         |
| Універсальні місця                              | 1                | Зімбабве (ZIM)        | Денілсон Кіпріанос                 |
| Загалом                                         | 30               |                       |                                    |

#### 100 метрів брасом (чоловіки)
| Кваліфікаційний стандарт                      | К-ть спортсменів | НОК                                | Спортсмени, що кваліфікувались     |
| --------------------------------------------- | ---------------- | ---------------------------------- | ---------------------------------- |
| Олімпійський кваліфікаційний норматив – 59.49 | 2                | Австралія (AUS)                    | Семюел Вільямсон Джошуа Йонґ       |
| Олімпійський кваліфікаційний норматив – 59.49 | 2                | Китай (CHN)                        | Сунь Цзяцзюнь Цінь Хайян           |
| Олімпійський кваліфікаційний норматив – 59.49 | 2                | Німеччина (GER)                    | Мелвін Імуду Лукас Мацерат         |
| Олімпійський кваліфікаційний норматив – 59.49 | 2                | Велика Британія (GBR)              | Адам Піті Джеймс Вілбі             |
| Олімпійський кваліфікаційний норматив – 59.49 | 2                | Допущені нейтральні атлети (ANA)   | Євген Сомов Ілля Шиманович         |
| Олімпійський кваліфікаційний норматив – 59.49 | 2                | Італія (ITA)                       | Ніколо Мартіненьї Лудовіко Віберті |
| Олімпійський кваліфікаційний норматив – 59.49 | 2                | Нідерланди (NED)                   | Каспар Корбо Арно Каммінга         |
| Олімпійський кваліфікаційний норматив – 59.49 | 2                | США (USA)                          | Нік Фінк Чарлі Свонсон             |
| Олімпійський кваліфікаційний норматив – 59.49 | 1                | Японія (JPN)                       | Таку Таніґучі                      |
| Олімпійський кваліфікаційний норматив – 59.49 | 1                | Киргизстан (KGZ)                   | Денис Петрашов                     |
| Олімпійський кваліфікаційний норматив – 59.49 | 1                | Литва (LTU)                        | Андрюс Шідлаускас                  |
| Олімпійський кваліфікаційний норматив – 59.49 | 1                | Південна Корея (KOR)               | Choi Dong-yeol                     |
| Олімпійський кваліфікаційний норматив – 59.49 | 1                | Туреччина (TUR)                    | Беркай Омер Огретір                |
| Олімпійський розглядуваний норматив – 59.79   | 1                | Австрія (AUT)                      | Бернгард Райтсгаммер               |
| Олімпійський розглядуваний норматив – 59.79   | 1                | Польща (POL)                       | Ян Калусовський                    |
| Універсальні місця                            | 1                | Антигуа і Барбуда (ANT)            | Джейдон Вілліс                     |
| Універсальні місця                            | 1                | Американське Самоа (ASA)           | Міка Масей                         |
| Універсальні місця                            | 1                | Ботсвана (BOT)                     | Адріан Робінсон                    |
| Універсальні місця                            | 1                | Болгарія (BUL)                     | Любомир Єпітропов                  |
| Універсальні місця                            | 1                | Свазіленд (SWZ)                    | Чадд Нінґ                          |
| Універсальні місця                            | 1                | Федеративні Штати Мікронезії (FSM) | Тасі Лімтьяко                      |
| Універсальні місця                            | 1                | Гаїті (HAI)                        | Александр Ґран'П'єр                |
| Універсальні місця                            | 1                | Ісландія (ISL)                     | Антон Свейн Маккі                  |
| Універсальні місця                            | 1                | Ізраїль (ISR)                      | Рон Полонський                     |
| Універсальні місця                            | 1                | Лаос (LAO)                         | Стівен Інсіксієнґмей               |
| Універсальні місця                            | 1                | Мадагаскар (MAD)                   | Джонатан Рахарвель                 |
| Універсальні місця                            | 1                | Мексика (MEX)                      | Мігель де Лара                     |
| Універсальні місця                            | 1                | Мозамбік (MOZ)                     | Меттью Лоуренс                     |
| Універсальні місця                            | 1                | Катар (QAT)                        | Абдулазіз Аль-Обайдлі              |
| Універсальні місця                            | 1                | Швеція (SWE)                       | Ерік Перссон                       |
| Загалом                                       | 38               |                                    |                                    |

#### 200 метрів брасом (чоловіки)
| Кваліфікаційний стандарт                        | К-ть спортсменів | НОК                  | Спортсмени, що кваліфікувались |
| ----------------------------------------------- | ---------------- | -------------------- | ------------------------------ |
| Олімпійський кваліфікаційний норматив – 2:09.68 | 2                | Австралія (AUS)      | Зак Стабблеті-Кук Джошуа Йонґ  |
| Олімпійський кваліфікаційний норматив – 2:09.68 | 2                | Китай (CHN)          | Дун Чжихао Цінь Хайян          |
| Олімпійський кваліфікаційний норматив – 2:09.68 | 2                | Японія (JPN)         | Ю Ханаґурума Іппей Ватанабе    |
| Олімпійський кваліфікаційний норматив – 2:09.68 | 2                | Нідерланди (NED)     | Каспар Корбо Арно Каммінга     |
| Олімпійський кваліфікаційний норматив – 2:09.68 | 2                | США (USA)            | Метт Фаллон Джош Мазені        |
| Олімпійський кваліфікаційний норматив – 2:09.68 | 1                | Болгарія (BUL)       | Любомир Єпітропов              |
| Олімпійський кваліфікаційний норматив – 2:09.68 | 1                | Фінляндія (FIN)      | Матті Маттссон                 |
| Олімпійський кваліфікаційний норматив – 2:09.68 | 1                | Франція (FRA)        | Леон Маршан                    |
| Олімпійський кваліфікаційний норматив – 2:09.68 | 1                | Ісландія (ISL)       | Антон Свейн Маккі              |
| Олімпійський кваліфікаційний норматив – 2:09.68 | 1                | Литва (LTU)          | Алексас Савіцкас               |
| Олімпійський кваліфікаційний норматив – 2:09.68 | 1                | Мексика (MEX)        | Мігель де Лара                 |
| Олімпійський кваліфікаційний норматив – 2:09.68 | 1                | Південна Корея (KOR) | Чо Сон Че                      |
| Олімпійський кваліфікаційний норматив – 2:09.68 | 1                | Швеція (SWE)         | Ерік Перссон                   |
| Олімпійський розглядуваний норматив – 2:10.33   | 1                | Польща (POL)         | Ян Калусовський                |
| Універсальні місця                              | 1                | Бахрейн (BRN)        | Сауд Галі                      |
| Універсальні місця                              | 1                | Гондурас (HON)       | Хуліо Оррего                   |
| Універсальні місця                              | 1                | Йорданія (JOR)       | Амро Аль-Вір                   |
| Універсальні місця                              | 1                | Киргизстан (KGZ)     | Денис Петрашов                 |
| Універсальні місця                              | 1                | Латвія (LAT)         | Даніїлс Бобровс                |
| Універсальні місця                              | 1                | Панама (PAN)         | Тайлер Крістіансон             |
| Загалом                                         | 25               |                      |                                |

#### 100 метрів батерфляєм (чоловіки)
| Кваліфікаційний стандарт                      | К-ть спортсменів | НОК                   | Спортсмени, що кваліфікувались    |
| --------------------------------------------- | ---------------- | --------------------- | --------------------------------- |
| Олімпійський кваліфікаційний норматив – 51.67 | 2                | Австралія (AUS)       | Метью Темпл Бен Амбрустер         |
| Олімпійський кваліфікаційний норматив – 51.67 | 2                | Канада (CAN)          | Ілля Харун Джошуа Льєндо          |
| Олімпійський кваліфікаційний норматив – 51.67 | 2                | Китай (CHN)           | Сунь Цзяцзюнь Ван Чанхао          |
| Олімпійський кваліфікаційний норматив – 51.67 | 2                | Франція (FRA)         | Максім Груссе Клеман Секкі        |
| Олімпійський кваліфікаційний норматив – 51.67 | 2                | Угорщина (HUN)        | Хуберт Кош Кріштоф Мілак          |
| Олімпійський кваліфікаційний норматив – 51.67 | 2                | Ізраїль (ISR)         | Томер Франкель Гал Коен Грумі     |
| Олімпійський кваліфікаційний норматив – 51.67 | 2                | Японія (JPN)          | Мацумото Кацухіро Мідзунума Наокі |
| Олімпійський кваліфікаційний норматив – 51.67 | 2                | ПАР (RSA)             | Чад ле Клос Метью Сейтс           |
| Олімпійський кваліфікаційний норматив – 51.67 | 2                | США (USA)             | Кайлеб Дрессел Томас Гейлмен      |
| Олімпійський кваліфікаційний норматив – 51.67 | 1                | Австрія (AUT)         | Зімон Бухер                       |
| Олімпійський кваліфікаційний норматив – 51.67 | 1                | Бразилія (BRA)        | Кайкі Мота                        |
| Олімпійський кваліфікаційний норматив – 51.67 | 1                | Болгарія (BUL)        | Йосіф Міладінов                   |
| Олімпійський кваліфікаційний норматив – 51.67 | 1                | Чехія (CZE)           | Даніель Грацик                    |
| Олімпійський кваліфікаційний норматив – 51.67 | 1                | Велика Британія (GBR) | Джеймс Ґай                        |
| Олімпійський кваліфікаційний норматив – 51.67 | 1                | Нідерланди (NED)      | Нілс Корстаньє                    |
| Олімпійський кваліфікаційний норматив – 51.67 | 1                | Польща (POL)          | Якуб Маєрський                    |
| Олімпійський кваліфікаційний норматив – 51.67 | 1                | Португалія (POR)      | Діогу Рібейру                     |
| Олімпійський кваліфікаційний норматив – 51.67 | 1                | Іспанія (ESP)         | Маріо Молья                       |
| Олімпійський кваліфікаційний норматив – 51.67 | 1                | Швейцарія (SUI)       | Ное Понті                         |
| Олімпійський розглядуваний норматив – 51.93   | 1                | Казахстан (KAZ)       | Аділбек Муссін                    |
| Універсальні місця                            | 1                | Хорватія (CRO)        | Нікола Мілєнич                    |
| Універсальні місця                            | 1                | Індонезія (INA)       | Джо Курніаван                     |
| Універсальні місця                            | 1                | Ірак (IRQ)            | Хасан аль-Зінке                   |
| Універсальні місця                            | 1                | Ямайка (JAM)          | Джош Кірлью                       |
| Універсальні місця                            | 1                | Чорногорія (MNE)      | Милош Миленкович                  |
| Універсальні місця                            | 1                | Нова Зеландія (NZL)   | Камерон Ґрей                      |
| Універсальні місця                            | 1                | Філіппіни (PHI)       | Джарод Гетч                       |
| Універсальні місця                            | 1                | Руанда (RWA)          | Оскар Пейре Мітілла               |
| Універсальні місця                            | 1                | Уганда (UGA)          | Єссе Ссенґонзі                    |
| Універсальні місця                            | 1                | Ємен (YEM)            | Юсуф Нассер                       |
| Загалом                                       | 40               |                       |                                   |

#### 200 метрів батерфляєм (чоловіки)
| Кваліфікаційний стандарт                        | К-ть спортсменів | НОК                     | Спортсмени, що кваліфікувались        |
| ----------------------------------------------- | ---------------- | ----------------------- | ------------------------------------- |
| Олімпійський кваліфікаційний норматив – 1:55.78 | 2                | Угорщина (HUN)          | Річард Мартон Кріштоф Мілак           |
| Олімпійський кваліфікаційний норматив – 1:55.78 | 2                | Італія (ITA)            | Джакомо Каріні Альберто Радзетті      |
| Олімпійський кваліфікаційний норматив – 1:55.78 | 2                | Японія (JPN)            | Хонда Томору Ґенкі Теракадо           |
| Олімпійський кваліфікаційний норматив – 1:55.78 | 2                | Польща (POL)            | Кшиштоф Хмелевський Міхал Хмелевський |
| Олімпійський кваліфікаційний норматив – 1:55.78 | 2                | США (USA)               | Томас Гейлмен Лука Урландо            |
| Олімпійський кваліфікаційний норматив – 1:55.78 | 1                | Австралія (AUS)         | Метью Темпл                           |
| Олімпійський кваліфікаційний норматив – 1:55.78 | 1                | Австрія (AUT)           | Мартін Еспернберґер                   |
| Олімпійський кваліфікаційний норматив – 1:55.78 | 1                | Бразилія (BRA)          | Ніколас Алб'єро                       |
| Олімпійський кваліфікаційний норматив – 1:55.78 | 1                | Канада (CAN)            | Ілля Харун                            |
| Олімпійський кваліфікаційний норматив – 1:55.78 | 1                | Китай (CHN)             | Ню Ґуаншен                            |
| Олімпійський кваліфікаційний норматив – 1:55.78 | 1                | Естонія (EST)           | Крегор Зірк                           |
| Олімпійський кваліфікаційний норматив – 1:55.78 | 1                | Франція (FRA)           | Леон Маршан                           |
| Олімпійський кваліфікаційний норматив – 1:55.78 | 1                | ПАР (RSA)               | Метью Сейтс                           |
| Олімпійський кваліфікаційний норматив – 1:55.78 | 1                | Південна Корея (KOR)    | Кім Мін Соп                           |
| Олімпійський кваліфікаційний норматив – 1:55.78 | 1                | Іспанія (ESP)           | Арбідель Гонсалес                     |
| Олімпійський кваліфікаційний норматив – 1:55.78 | 1                | Швейцарія (SUI)         | Ное Понті                             |
| Олімпійський кваліфікаційний норматив – 1:55.78 | 1                | Китайський Тайбей (TPE) | Ван Ґуаньхун                          |
| Олімпійський кваліфікаційний норматив – 1:55.78 | 1                | Україна (UKR)           | Денис Кесіль                          |
| Олімпійський розглядуваний норматив – 1:56.36   | 1                | Болгарія (BUL)          | Петар Митсин                          |
| Олімпійський розглядуваний норматив – 1:56.36   | 1                | Нова Зеландія (NZL)     | Льюїс Клербурт                        |
| Універсальні місця                              | 1                | Азербайджан (AZE)       | Раміль Валізада                       |
| Універсальні місця                              | 1                | Нікарагуа (NCA)         | Геральд Ернандес                      |
| Запрошення                                      | 1                | Збірна біженців (EOR)   | Матін Бальсіні                        |
| Загалом                                         | 28               |                         |                                       |

#### 200 метрів комплексом (чоловіки)
| Кваліфікаційний стандарт                        | К-ть спортсменів | НОК                       | Спортсмени, що кваліфікувались |
| ----------------------------------------------- | ---------------- | ------------------------- | ------------------------------ |
| Олімпійський кваліфікаційний норматив – 1:57.94 | 2                | Австралія (AUS)           | Томас Нілл William Petric      |
| Олімпійський кваліфікаційний норматив – 1:57.94 | 2                | Велика Британія (GBR)     | Данкан Скотт Том Дін           |
| Олімпійський кваліфікаційний норматив – 1:57.94 | 2                | США (USA)                 | Шейн Касас Карсон Фостер       |
| Олімпійський кваліфікаційний норматив – 1:57.94 | 1                | Канада (CAN)              | Фінлай Нокс                    |
| Олімпійський кваліфікаційний норматив – 1:57.94 | 1                | Китай (CHN)               | Ван Шунь                       |
| Олімпійський кваліфікаційний норматив – 1:57.94 | 1                | Франція (FRA)             | Леон Маршан                    |
| Олімпійський кваліфікаційний норматив – 1:57.94 | 1                | Угорщина (HUN)            | Габор Зомборі                  |
| Олімпійський кваліфікаційний норматив – 1:57.94 | 1                | Ізраїль (ISR)             | Рон Полонський                 |
| Олімпійський кваліфікаційний норматив – 1:57.94 | 1                | Італія (ITA)              | Альберто Радзетті              |
| Олімпійський кваліфікаційний норматив – 1:57.94 | 1                | Японія (JPN)              | Сето Дайя                      |
| Олімпійський кваліфікаційний норматив – 1:57.94 | 1                | Нова Зеландія (NZL)       | Льюїс Клербурт                 |
| Олімпійський кваліфікаційний норматив – 1:57.94 | 1                | ПАР (RSA)                 | Метью Сейтс                    |
| Олімпійський кваліфікаційний норматив – 1:57.94 | 1                | Іспанія (ESP)             | Уго Гонсалес                   |
| Олімпійський розглядуваний норматив – 1:58.53   | 1                | Швейцарія (SUI)           | Жеремі Депланш                 |
| Олімпійський розглядуваний норматив – 1:58.53   | 1                | Туреччина (TUR)           | Берке Сака                     |
| Універсальні місця                              | 1                | Алжир (ALG)               | Жауад Сюд                      |
| Універсальні місця                              | 1                | Болівія (BOL)             | Естебан Нуньєс дель Прадо      |
| Універсальні місця                              | 1                | Еквадор (ECU)             | Томас Перібоніо                |
| Універсальні місця                              | 1                | Греція (GRE)              | Апостолос Папастамос           |
| Універсальні місця                              | 1                | Гватемала (GUA)           | Ерік Гордільйо                 |
| Універсальні місця                              | 1                | Парагвай (PAR)            | Матео Матеос                   |
| Універсальні місця                              | 1                | Сейшельські Острови (SEY) | Сімон Бахманн                  |
| Загалом                                         | 25               |                           |                                |

#### 400 метрів комплексом (чоловіки)
| Кваліфікаційний стандарт                        | К-ть спортсменів | НОК                   | Спортсмени, що кваліфікувались |
| ----------------------------------------------- | ---------------- | --------------------- | ------------------------------ |
| Олімпійський кваліфікаційний норматив – 4:12.50 | 2                | Австралія (AUS)       | Брендон Сміт Вільям Петріч     |
| Олімпійський кваліфікаційний норматив – 4:12.50 | 2                | Угорщина (HUN)        | Балаж Холло Габор Зомборі      |
| Олімпійський кваліфікаційний норматив – 4:12.50 | 2                | Японія (JPN)          | Томоюкі Мацушіта Сето Дайя     |
| Олімпійський кваліфікаційний норматив – 4:12.50 | 2                | США (USA)             | Карсон Фостер Чейз Каліш       |
| Олімпійський кваліфікаційний норматив – 4:12.50 | 1                | Канада (CAN)          | Трістан Янковіч                |
| Олімпійський кваліфікаційний норматив – 4:12.50 | 1                | Китай (CHN)           | Чжан Чжаньшо                   |
| Олімпійський кваліфікаційний норматив – 4:12.50 | 1                | Франція (FRA)         | Леон Маршан                    |
| Олімпійський кваліфікаційний норматив – 4:12.50 | 1                | Німеччина (GER)       | Седрік Бюсінґ                  |
| Олімпійський кваліфікаційний норматив – 4:12.50 | 1                | Велика Британія (GBR) | Макс Літчфілд                  |
| Олімпійський кваліфікаційний норматив – 4:12.50 | 1                | Греція (GRE)          | Апостолос Папастамос           |
| Олімпійський кваліфікаційний норматив – 4:12.50 | 1                | Італія (ITA)          | Альберто Радзетті              |
| Олімпійський кваліфікаційний норматив – 4:12.50 | 1                | Нова Зеландія (NZL)   | Льюїс Клербурт                 |
| Олімпійський розглядуваний норматив – 4:13.76   | 0                | Н/Д                   | Н/Д                            |
| Універсальні місця                              | 0                | Н/Д                   | Н/Д                            |
| Загалом                                         | 16               |                       |                                |

### індивідуальні жіночі дисципліни

#### 50 метрів вільним стилем (жінки)
| Кваліфікаційний стандарт                      | К-ть спортсменок                       | НОК                    | Спортсменки, що кваліфікувались   |
| --------------------------------------------- | -------------------------------------- | ---------------------- | --------------------------------- |
| Олімпійський кваліфікаційний норматив – 24.70 | 2                                      | Австралія (AUS)        | Меґ Гарріс Шейна Джек             |
| Олімпійський кваліфікаційний норматив – 24.70 | 2                                      | Китай (CHN)            | У Цінфен Чжан Юйфей               |
| Олімпійський кваліфікаційний норматив – 24.70 | 2                                      | Франція (FRA)          | Беріль Гастальделло Мелані Енік   |
| Олімпійський кваліфікаційний норматив – 24.70 | 2                                      | Нідерланди (NED)       | Кім Буш Валері ван Рон            |
| Олімпійський кваліфікаційний норматив – 24.70 | 2                                      | Польща (POL)           | Корнелія Ф'єдкевич Катажина Васік |
| Олімпійський кваліфікаційний норматив – 24.70 | 2                                      | Швеція (SWE)           | Мішель Колеман Сара Шестрем       |
| Олімпійський кваліфікаційний норматив – 24.70 | 2                                      | США (USA)              | Сімоне Мануель Ґретхен Волш       |
| Олімпійський кваліфікаційний норматив – 24.70 | 1                                      | Бельгія (BEL)          | Флорін Ґаспар                     |
| Олімпійський кваліфікаційний норматив – 24.70 | 1                                      | Канада (CAN)           | Тейлор Рак                        |
| Олімпійський кваліфікаційний норматив – 24.70 | 1                                      | Хорватія (CRO)         | Яна Павалич                       |
| Олімпійський кваліфікаційний норматив – 24.70 | 1                                      | Данія (DEN)            | Юліє Кепп Єнсен                   |
| Олімпійський кваліфікаційний норматив – 24.70 | 1                                      | Велика Британія (GBR)  | Анна Гопкін                       |
| Олімпійський кваліфікаційний норматив – 24.70 | 1                                      | Греція (GRE)           | Теодора Драку                     |
| Олімпійський кваліфікаційний норматив – 24.70 | 1                                      | Гонконг (HKG)          | Шівон Хогі                        |
| Олімпійський кваліфікаційний норматив – 24.70 | 1                                      | Угорщина (HUN)         | Петра Шенанскі                    |
| Олімпійський кваліфікаційний норматив – 24.70 | 1                                      | Ірландія (IRL)         | Деніелл Гілл                      |
| Олімпійський кваліфікаційний норматив – 24.70 | 1                                      | Словенія (SLO)         | Нежа Кланчар                      |
| Олімпійський розглядуваний норматив – 24.82   | 0                                      | Н/Д                    | Н/Д                               |
| Універсальні місця                            |                                        |                        |                                   |
| 1                                             | Аруба (ARU)                            | Хлої Фарро             |                                   |
| 1                                             | Азербайджан (AZE)                      | Мар'ям Шейхалізаде     |                                   |
| 1                                             | Багамські Острови (BAH)                | Ранішка Ґіббс          |                                   |
| 1                                             | Бангладеш (BAN)                        | Соня Актар             |                                   |
| 1                                             | Бенін (BEN)                            | Йонна Ельян Дуйє       |                                   |
| 1                                             | Болівія (BOL)                          | Марія Хосе Рібера      |                                   |
| 1                                             | Бруней (BRU)                           | Гейлі Вонґ             |                                   |
| 1                                             | Буркіна-Фасо (BUR)                     | Іман кураого           |                                   |
| 1                                             | Бурунді (BDI)                          | Лоїс Еліона Ірішура    |                                   |
| 1                                             | Камбоджа (CAM)                         | Апсара Катаріна Сакбун |                                   |
| 1                                             | Камерун (CMR)                          | Ґрейс Мануела Нґело'О  |                                   |
| 1                                             | Центральноафриканська Республіка (CAF) | Трейсі Марін Анде      |                                   |
| 1                                             | Коморські Острови (COM)                | Маеша Сааді            |                                   |
| 1                                             | Демократична Республіка Конго (COD)    | Дівайн Міансаді Мполо  |                                   |
| 1                                             | Джибуті (DJI)                          | Ніна Амісон            |                                   |
| 1                                             | Домініка (DMA)                         | Жасмін Шофілд          |                                   |
| 1                                             | Східний Тимор (TLS)                    | Імельда Хіменес Бело   |                                   |
| 1                                             | Еквадор (ECU)                          | Аніка Дельгадо         |                                   |
| 1                                             | Еритрея (ERI)                          | Крістіна Раш           |                                   |
| 1                                             | Ефіопія (ETH)                          | Ліна Алемаєху Село     |                                   |
| 1                                             | Федеративні Штати Мікронезії (FSM)     | Кестра Кіленґ          |                                   |
| 1                                             | Фіджі (FIJ)                            | Анахіра Мак-Катчен     |                                   |
| 1                                             | Габон (GAB)                            | Ноелі Лакур            |                                   |
| 1                                             | Гана (GHA)                             | Жозель Менса           |                                   |
| 1                                             | Гвінея (GUI)                           | Дженабу Жолі Ба        |                                   |
| 1                                             | Гаїті (HAI)                            | Мая Шулот              |                                   |
| 1                                             | Ямайка (JAM)                           | Сабріна Лін            |                                   |
| 1                                             | Кенія (KEN)                            | Марія Брунленер        |                                   |
| 1                                             | Косово (KOS)                           | Хана Бейкі             |                                   |
| 1                                             | Киргизстан (KGZ)                       | Єлизавета Печерських   |                                   |
| 1                                             | Мадагаскар (MAD)                       | Анца Рабехаона         |                                   |
| 1                                             | Малаві (MAW)                           | Таяміка Чанґ'анамуно   |                                   |
| 1                                             | Мальдіви (MDV)                         | Айшат Уля Шаїґ         |                                   |
| 1                                             | Малі (MLI)                             | Айчата Діабате         |                                   |
| 1                                             | Маршаллові Острови (MHL)               | Кайла Геплер           |                                   |
| 1                                             | Чорногорія (MNE)                       | Йована Куляча          |                                   |
| 1                                             | Нігер (NIG)                            | Саліма Юссуфу          |                                   |
| 1                                             | Нігерія (NGR)                          | Адаку Нванду           |                                   |
| 1                                             | Палау (PLW)                            | Юрі Хосей              |                                   |
| 1                                             | Папуа Нова Гвінея (PNG)                | Джорджия-Лей Веле      |                                   |
| 1                                             | Республіка Конго (CGO)                 | Ванесса Бобімбо        |                                   |
| 1                                             | Руанда (RWA)                           | Лідвін Умухоза Увасе   |                                   |
| 1                                             | Сент-Вінсент і Гренадини (VIN)         | Кенніс Афені Ґрін      |                                   |
| 1                                             | Самоа (SAM)                            | Кайя Браун             |                                   |
| 1                                             | Сейшельські Острови (SEY)              | Хема Елізабет          |                                   |
| 1                                             | Сьєрра-Леоне (SLE)                     | Оламіде Сам            |                                   |
| 1                                             | Соломонові Острови (SOL)               | Ізабелла Міллар        |                                   |
| 1                                             | Суринам (SUR)                          | Кейлін Джопарто        |                                   |
| 1                                             | Таджикистан (TJK)                      | Катерина Бордачова     |                                   |
| 1                                             | Танзанія (TAN)                         | Софія Латіфф           |                                   |
| 1                                             | Таїланд (THA)                          | Дженджира Срісаард     |                                   |
| 1                                             | Того (TOG)                             | Адель Гаїту            |                                   |
| 1                                             | Тонга (TGA)                            | Ноелані Дей            |                                   |
| 1                                             | Вануату (VAN)                          | Лоан Рассет            |                                   |
| 1                                             | Замбія (ZAM)                           | Мія Фірі               |                                   |
| Загалом                                       | 79                                     |                        |                                   |

#### 100 метрів вільним стилем (жінки)
| Кваліфікаційний стандарт                      | К-ть спортсменок | НОК                     | Спортсменки, що кваліфікувались |
| --------------------------------------------- | ---------------- | ----------------------- | ------------------------------- |
| Олімпійський кваліфікаційний норматив – 53.61 | 2                | Австралія (AUS)         | Моллі О'Каллаган Шейна Джек     |
| Олімпійський кваліфікаційний норматив – 53.61 | 2                | Китай (CHN)             | Ян Цзюньсюань У Цінфен          |
| Олімпійський кваліфікаційний норматив – 53.61 | 2                | Велика Британія (GBR)   | Анна Гопкін Фрея Андерсон       |
| Олімпійський кваліфікаційний норматив – 53.61 | 2                | Швеція (SWE)            | Мішель Колеман Сара Шестрем     |
| Олімпійський кваліфікаційний норматив – 53.61 | 2                | США (USA)               | Кейт Дуглас Торрі Гаск          |
| Олімпійський кваліфікаційний норматив – 53.61 | 1                | Чехія (CZE)             | Барбора Сіманова                |
| Олімпійський кваліфікаційний норматив – 53.61 | 1                | Франція (FRA)           | Марі Ваттель                    |
| Олімпійський кваліфікаційний норматив – 53.61 | 1                | Гонконг (HKG)           | Шівон Хогі                      |
| Олімпійський кваліфікаційний норматив – 53.61 | 1                | Нідерланди (NED)        | Марріт Стінберген               |
| Олімпійський розглядуваний норматив – 53.88   | 1                | Канада (CAN)            | Меґґі Мак-Ніл                   |
| Універсальні місця                            | 1                | Алжир (ALG)             | Несрін Меджахед                 |
| Універсальні місця                            | 1                | Ботсвана (BOT)          | Максін Еґнер                    |
| Універсальні місця                            | 1                | Кайманові Острови (CAY) | Джилліан Крукс                  |
| Універсальні місця                            | 1                | Хорватія (CRO)          | Яна Павалич                     |
| Універсальні місця                            | 1                | Кіпр (CYP)              | Калія Антоніу                   |
| Універсальні місця                            | 1                | Гренада (GRN)           | Тіллі Коллімор                  |
| Універсальні місця                            | 1                | Гаяна (GUY)             | Алека Персо                     |
| Універсальні місця                            | 1                | Ісландія (ISL)          | Снефрідур Йоруннардоттір        |
| Універсальні місця                            | 1                | Філіппіни (PHI)         | Кайла Санчес                    |
| Універсальні місця                            | 1                | Польща (POL)            | Корнелія Ф'єдкевич              |
| Універсальні місця                            | 1                | Словенія (SLO)          | Нежа Кланчар                    |
| Універсальні місця                            | 1                | Судан (SUD)             | Рана Саадельдін                 |
| Універсальні місця                            | 1                | Уганда (UGA)            | Глорія Муціто                   |
| Універсальні місця                            | 1                | Зімбабве (ZIM)          | Пейдж ван дер Вестгейзен        |
| Загалом                                       | 29               |                         |                                 |

#### 200 метрів вільним стилем (жінки)
| Кваліфікаційний стандарт                        | К-ть спортсменок | НОК                              | Спортсменки, що кваліфікувались |
| ----------------------------------------------- | ---------------- | -------------------------------- | ------------------------------- |
| Олімпійський кваліфікаційний норматив – 1:57.26 | 2                | Австралія (AUS)                  | Моллі О'Каллаган Аріарн Тітмус  |
| Олімпійський кваліфікаційний норматив – 1:57.26 | 2                | Китай (CHN)                      | Лі Бінцзє Ян Цзюньсюань         |
| Олімпійський кваліфікаційний норматив – 1:57.26 | 2                | Угорщина (HUN)                   | Мінна Абрахам Ніколетт Падар    |
| Олімпійський кваліфікаційний норматив – 1:57.26 | 2                | США (USA)                        | Кейті Ледекі Клер Вайнстайн     |
| Олімпійський кваліфікаційний норматив – 1:57.26 | 1                | Бельгія (BEL)                    | Валентін Дюмон                  |
| Олімпійський кваліфікаційний норматив – 1:57.26 | 1                | Бразилія (BRA)                   | Марія Фернанда Коста            |
| Олімпійський кваліфікаційний норматив – 1:57.26 | 1                | Канада (CAN)                     | Мері-Софі Гарві                 |
| Олімпійський кваліфікаційний норматив – 1:57.26 | 1                | Чехія (CZE)                      | Барбора Сіманова                |
| Олімпійський кваліфікаційний норматив – 1:57.26 | 1                | Німеччина (GER)                  | Юлія Мрозінскі                  |
| Олімпійський кваліфікаційний норматив – 1:57.26 | 1                | Гонконг (HKG)                    | Шівон Хогі                      |
| Олімпійський кваліфікаційний норматив – 1:57.26 | 1                | Нова Зеландія (NZL)              | Еріка Фейрветер                 |
| Олімпійський кваліфікаційний норматив – 1:57.26 | 1                | ПАР (RSA)                        | Ейме Кенні                      |
| Олімпійський розглядуваний норматив – 1:57.85   | 1                | Ісландія (ISL)                   | Снефрідур Йоруннардоттір        |
| Універсальні місця                              | 1                | Албанія (ALB)                    | Кальтра Мека                    |
| Універсальні місця                              | 1                | Куба (CUB)                       | Андреа Бекалі                   |
| Універсальні місця                              | 1                | Єгипет (EGY)                     | Лоджин Абдалла Салах            |
| Універсальні місця                              | 1                | Гондурас (HON)                   | Хулімар Авіла                   |
| Універсальні місця                              | 1                | Індія (IND)                      | Дгінідгі Десінґгу               |
| Універсальні місця                              | 1                | Ізраїль (ISR)                    | Леа Полонскі                    |
| Універсальні місця                              | 1                | Лаос (LAO)                       | Аріана Діркцваґер               |
| Універсальні місця                              | 1                | Монголія (MGL)                   | Батбаярин Енххюслен             |
| Універсальні місця                              | 1                | Непал (NEP)                      | Дуана Лама                      |
| Універсальні місця                              | 1                | Пакистан (PAK)                   | Джеханара Набі                  |
| Універсальні місця                              | 1                | Румунія (ROU)                    | Ребекка-Еме Дьяконеску          |
| Універсальні місця                              | 1                | Саудівська Аравія (KSA)          | Машаель аль-Аєд                 |
| Універсальні місця                              | 1                | Об'єднані Арабські Емірати (UAE) | Маха аль-Шеххі                  |
| Універсальні місця                              | 1                | Венесуела (VEN)                  | Марія Єгрес                     |
| Загалом                                         | 31               |                                  |                                 |

#### 400 метрів вільним стилем (жінки)
| Кваліфікаційний стандарт                        | К-ть спортсменок | НОК                                   | Спортсменки, що кваліфікувались         |
| ----------------------------------------------- | ---------------- | ------------------------------------- | --------------------------------------- |
| Олімпійський кваліфікаційний норматив – 4:07.90 | 2                | Австралія (AUS)                       | Аріарн Тітмус Джеймі Перкінс            |
| Олімпійський кваліфікаційний норматив – 4:07.90 | 2                | Бразилія (BRA)                        | Марія Фернанда Коста Габріелле Ронкатто |
| Олімпійський кваліфікаційний норматив – 4:07.90 | 2                | Канада (CAN)                          | Саммер Макінтош Мері-Софі Гарві         |
| Олімпійський кваліфікаційний норматив – 4:07.90 | 2                | Китай (CHN)                           | Лі Бінцзє Лю Ясінь                      |
| Олімпійський кваліфікаційний норматив – 4:07.90 | 2                | Німеччина (GER)                       | Ізабель Марі Ґозе Леоні Мартенс         |
| Олімпійський кваліфікаційний норматив – 4:07.90 | 2                | Нова Зеландія (NZL)                   | Еріка Фейрветер Їв Томас                |
| Олімпійський кваліфікаційний норматив – 4:07.90 | 2                | США (USA)                             | Кейті Ледекі Пейдж Мадден               |
| Олімпійський кваліфікаційний норматив – 4:07.90 | 1                | Бельгія (BEL)                         | Валентін Дюмон                          |
| Олімпійський кваліфікаційний норматив – 4:07.90 | 1                | Франція (FRA)                         | Анастасія Кирпичникова                  |
| Олімпійський кваліфікаційний норматив – 4:07.90 | 1                | Угорщина (HUN)                        | Айна Кешей                              |
| Олімпійський кваліфікаційний норматив – 4:07.90 | 1                | Італія (ITA)                          | Сімона Квадарелла                       |
| Олімпійський кваліфікаційний норматив – 4:07.90 | 1                | Японія (JPN)                          | Коборі Вака                             |
| Олімпійський розглядуваний норматив – 4:09.14   | 1                | Аргентина (ARG)                       | Аґостіна Гайн                           |
| Універсальні місця                              | 1                | Йорданія (JOR)                        | Карін Белбейсі                          |
| Універсальні місця                              | 1                | Узбекистан (UZB)                      | Анастасія Зелинська                     |
| Універсальні місця                              | 1                | Американські Віргінські Острови (ISV) | Наталія Кейперс                         |
| Загалом                                         | 23               |                                       |                                         |

#### 800 метрів вільним стилем (жінки)
| Кваліфікаційний стандарт                        | К-ть спортсменок | НОК                      | Спортсменки, що кваліфікувались |
| ----------------------------------------------- | ---------------- | ------------------------ | ------------------------------- |
| Олімпійський кваліфікаційний норматив – 8:26.71 | 2                | Австралія (AUS)          | Лані Паллістер Аріарн Тітмус    |
| Олімпійський кваліфікаційний норматив – 8:26.71 | 2                | Нова Зеландія (NZL)      | Еріка Фейрветер Їв Томас        |
| Олімпійський кваліфікаційний норматив – 8:26.71 | 2                | США (USA)                | Кейті Ледекі Пейдж Мадден       |
| Олімпійський кваліфікаційний норматив – 8:26.71 | 1                | Китай (CHN)              | Лі Бінцзє                       |
| Олімпійський кваліфікаційний норматив – 8:26.71 | 1                | Франція (FRA)            | Анастасія Кирпичникова          |
| Олімпійський кваліфікаційний норматив – 8:26.71 | 1                | Німеччина (GER)          | Ізабель Марі Ґозе               |
| Олімпійський кваліфікаційний норматив – 8:26.71 | 1                | Угорщина (HUN)           | Айна Кешей                      |
| Олімпійський кваліфікаційний норматив – 8:26.71 | 1                | Італія (ITA)             | Сімона Квадарелла               |
| Олімпійський розглядуваний норматив – 8:29.24   | 1                | Аргентина (ARG)          | Аґостіна Гайн                   |
| Олімпійський розглядуваний норматив – 8:29.24   | 1                | Бразилія (BRA)           | Марія Фернанда Коста            |
| Універсальні місця                              | 1                | Чилі (CHI)               | Крістел Кобріх                  |
| Універсальні місця                              | 1                | Північна Македонія (MKD) | Ева Петровська                  |
| Універсальні місця                              | 1                | Сінгапур (SGP)           | Ган Чінґ Хві                    |
| Універсальні місця                              | 1                | Туніс (TUN)              | Джаміла Булакбеч                |
| Загалом                                         | 17               |                          |                                 |

#### 1500 метрів вільним стилем (жінки)
| Кваліфікаційний стандарт                         | К-ть спортсменок | НОК                 | Спортсменки, що кваліфікувались      |
| ------------------------------------------------ | ---------------- | ------------------- | ------------------------------------ |
| Олімпійський кваліфікаційний норматив – 16:09.09 | 2                | Австралія (AUS)     | Моеша Джонсон Лані Паллістер         |
| Олімпійський кваліфікаційний норматив – 16:09.09 | 2                | Китай (CHN)         | Ґао Вейчжун Лі Бінцзє                |
| Олімпійський кваліфікаційний норматив – 16:09.09 | 2                | Німеччина (GER)     | Ізабель Марі Ґозе Леоні Мартенс      |
| Олімпійський кваліфікаційний норматив – 16:09.09 | 2                | Італія (ITA)        | Сімона Квадарелла Джиневра Таддеуччі |
| Олімпійський кваліфікаційний норматив – 16:09.09 | 2                | США (USA)           | Кейті Ледекі Кейті Ґраймс            |
| Олімпійський кваліфікаційний норматив – 16:09.09 | 1                | Бразилія (BRA)      | Беатріс Дізотті                      |
| Олімпійський кваліфікаційний норматив – 16:09.09 | 1                | Франція (FRA)       | Анастасія Кирпичникова               |
| Олімпійський кваліфікаційний норматив – 16:09.09 | 1                | Угорщина (HUN)      | Вів'єн Якль                          |
| Олімпійський кваліфікаційний норматив – 16:09.09 | 1                | Нова Зеландія (NZL) | Їв Томас                             |
| Олімпійський розглядуваний норматив – 16:13.94   | 1                | Чилі (CHI)          | Крістел Кобріх                       |
| Олімпійський розглядуваний норматив – 16:13.94   | 1                | Сінгапур (SGP)      | Ган Чінґ Хві                         |
| Універсальні місця                               | 1                | Мальта (MLT)        | Саша Гатт                            |
| Загалом                                          | 17               |                     |                                      |

#### 100 метрів на спині (жінки)
| Кваліфікаційний стандарт                      | К-ть спортсменок | НОК                              | Спортсменки, що кваліфікувались |
| --------------------------------------------- | ---------------- | -------------------------------- | ------------------------------- |
| Олімпійський кваліфікаційний норматив – 59.99 | 2                | Австралія (AUS)                  | Кейлі Маккіон Іона Андерсон     |
| Олімпійський кваліфікаційний норматив – 59.99 | 2                | Канада (CAN)                     | Кайлі Масс Інґрід Вілм          |
| Олімпійський кваліфікаційний норматив – 59.99 | 2                | Китай (CHN)                      | Вань Летянь Ван Сюеер           |
| Олімпійський кваліфікаційний норматив – 59.99 | 2                | Франція (FRA)                    | Беріль Гастальделло Емма Теребо |
| Олімпійський кваліфікаційний норматив – 59.99 | 2                | Велика Британія (GBR)            | Кетлін Доусон Меді Гарріс       |
| Олімпійський кваліфікаційний норматив – 59.99 | 2                | Нідерланди (NED)                 | Маайке де-Ваард Кіра Туссен     |
| Олімпійський кваліфікаційний норматив – 59.99 | 2                | США (USA)                        | Кетрін Беркофф Реган Сміт       |
| Олімпійський кваліфікаційний норматив – 59.99 | 1                | Бельгія (BEL)                    | Рос Ваноттердейк                |
| Олімпійський кваліфікаційний норматив – 59.99 | 1                | Допущені нейтральні атлети (ANA) | Анастасія Шкурдай               |
| Олімпійський кваліфікаційний норматив – 59.99 | 1                | Ірландія (IRL)                   | Деніелл Гілл                    |
| Олімпійський кваліфікаційний норматив – 59.99 | 1                | Польща (POL)                     | Адела Піскорська                |
| Олімпійський кваліфікаційний норматив – 59.99 | 1                | Іспанія (ESP)                    | Кармен Вейлер                   |
| Олімпійський кваліфікаційний норматив – 59.99 | 1                | Швеція (SWE)                     | Луїс Ганссон                    |
| Олімпійський розглядуваний норматив – 1:00.29 | 0                | Н/Д                              | Н/Д                             |
| Універсальні місця                            | 1                | Бахрейн (BRN)                    | Амані аль-Обайдлі               |
| Універсальні місця                            | 1                | Бермуди (BER)                    | Емма Гарві                      |
| Універсальні місця                            | 1                | Болгарія (BUL)                   | Габріела Георгієва              |
| Універсальні місця                            | 1                | Домініканська Республіка (DOM)   | Елізабет Хіменес                |
| Універсальні місця                            | 1                | Сальвадор (ESA)                  | Селіна Маркес                   |
| Універсальні місця                            | 1                | Гватемала (GUA)                  | Лусеро Мехіа                    |
| Універсальні місця                            | 1                | Гонконг (HKG)                    | Сінді Чеунґ                     |
| Універсальні місця                            | 1                | Ізраїль (ISR)                    | Авів Барзелай                   |
| Універсальні місця                            | 1                | Казахстан (KAZ)                  | Ксенія Ігнатова                 |
| Універсальні місця                            | 1                | Лівія (LBA)                      | Малік аль-Мухтар                |
| Універсальні місця                            | 1                | Мексика (MEX)                    | Селія Пулідо Ортіс              |
| Універсальні місця                            | 1                | Мозамбік (MOZ)                   | Деніз Донеллі                   |
| Універсальні місця                            | 1                | Шрі-Ланка (SRI)                  | Ганга Сеневіратне               |
| Універсальні місця                            | 1                | Тринідад і Тобаго (TTO)          | Зурі Ферґюсон                   |
| Універсальні місця                            | 1                | Туркменістан (TKM)               | Айнура Прімова                  |
| Універсальні місця                            | 1                | Україна (UKR)                    | Ніка Шарафутдінова              |
| Загалом                                       | 36               |                                  |                                 |

#### 200 метрів на спині (жінки)
| Кваліфікаційний стандарт                        | К-ть спортсменок | НОК                              | Спортсменки, що кваліфікувались    |
| ----------------------------------------------- | ---------------- | -------------------------------- | ---------------------------------- |
| Олімпійський кваліфікаційний норматив – 2:10.39 | 2                | Австралія (AUS)                  | Жаклін Барклай Кейлі Маккіон       |
| Олімпійський кваліфікаційний норматив – 2:10.39 | 2                | Канада (CAN)                     | Кайлі Масс Реґан Ратвелл           |
| Олімпійський кваліфікаційний норматив – 2:10.39 | 2                | Китай (CHN)                      | Лю Ясінь Пен Сюйвей                |
| Олімпійський кваліфікаційний норматив – 2:10.39 | 2                | Франція (FRA)                    | Полін Матьє Емма Теребо            |
| Олімпійський кваліфікаційний норматив – 2:10.39 | 2                | Велика Британія (GBR)            | Гоні Осрін Кеті Шенеген            |
| Олімпійський кваліфікаційний норматив – 2:10.39 | 2                | Угорщина (HUN)                   | Дора Мольнар Естер Сабо-Фелтотьї   |
| Олімпійський кваліфікаційний норматив – 2:10.39 | 2                | Ізраїль (ISR)                    | Авів Барзелай Анастасія Горбенко   |
| Олімпійський кваліфікаційний норматив – 2:10.39 | 2                | Польща (POL)                     | Лаура Бернат Адела Піскорська      |
| Олімпійський кваліфікаційний норматив – 2:10.39 | 2                | Іспанія (ESP)                    | Кармен Вейлер Афріка Саморано Санс |
| Олімпійський кваліфікаційний норматив – 2:10.39 | 2                | США (USA)                        | Фебе Бейкон Реган Сміт             |
| Олімпійський кваліфікаційний норматив – 2:10.39 | 1                | Болгарія (BUL)                   | Габріела Георгієва                 |
| Олімпійський кваліфікаційний норматив – 2:10.39 | 1                | Гонконг (HKG)                    | Сінді Чеунґ                        |
| Олімпійський кваліфікаційний норматив – 2:10.39 | 1                | Допущені нейтральні атлети (ANA) | Анастасія Шкурдай                  |
| Олімпійський кваліфікаційний норматив – 2:10.39 | 1                | Італія (ITA)                     | Маргеріта Панцієра                 |
| Олімпійський кваліфікаційний норматив – 2:10.39 | 1                | Португалія (POR)                 | Каміла Ребело                      |
| Олімпійський кваліфікаційний норматив – 2:10.39 | 1                | Південна Корея (KOR)             | Лі Ин Чі                           |
| Олімпійський розглядуваний норматив – 2:11.04   | 0                | Н/Д                              | Н/Д                                |
| Універсальні місця                              | 1                | Маврикій (MRI)                   | Анішта Тілак                       |
| Універсальні місця                              | 1                | Молдова (MDA)                    | Татьяна Салкуцан                   |
| Загалом                                         | 28               |                                  |                                    |

#### 100 метрів брасом (жінки)
| Кваліфікаційний стандарт                        | К-ть спортсменок | НОК                              | Спортсменки, що кваліфікувались    |
| ----------------------------------------------- | ---------------- | -------------------------------- | ---------------------------------- |
| Олімпійський кваліфікаційний норматив – 1:06.79 | 2                | Китай (CHN)                      | Тан Цяньтін Ян Чан                 |
| Олімпійський кваліфікаційний норматив – 1:06.79 | 2                | Італія (ITA)                     | Ліза Анджоліні Бенедетта Пілато    |
| Олімпійський кваліфікаційний норматив – 1:06.79 | 2                | Японія (JPN)                     | Аокі Реона Судзукі Сатомі          |
| Олімпійський кваліфікаційний норматив – 1:06.79 | 2                | Литва (LTU)                      | Рута Мейлутіте Котрина Тетеревкова |
| Олімпійський кваліфікаційний норматив – 1:06.79 | 2                | США (USA)                        | Ліллі Кінг Емма Вебер              |
| Олімпійський кваліфікаційний норматив – 1:06.79 | 1                | Аргентина (ARG)                  | Макарена Себальйос                 |
| Олімпійський кваліфікаційний норматив – 1:06.79 | 1                | Канада (CAN)                     | Софі Анґус                         |
| Олімпійський кваліфікаційний норматив – 1:06.79 | 1                | Естонія (EST)                    | Енелі Єфімова                      |
| Олімпійський кваліфікаційний норматив – 1:06.79 | 1                | Німеччина (GER)                  | Анна Елендт                        |
| Олімпійський кваліфікаційний норматив – 1:06.79 | 1                | Велика Британія (GBR)            | Анґарад Еванс                      |
| Олімпійський кваліфікаційний норматив – 1:06.79 | 1                | Допущені нейтральні атлети (ANA) | Аліна Змушко                       |
| Олімпійський кваліфікаційний норматив – 1:06.79 | 1                | Ірландія (IRL)                   | Мона Макшеррі                      |
| Олімпійський кваліфікаційний норматив – 1:06.79 | 1                | Ізраїль (ISR)                    | Анастасія Горбенко                 |
| Олімпійський кваліфікаційний норматив – 1:06.79 | 1                | Нідерланди (NED)                 | Тес Схаутен                        |
| Олімпійський кваліфікаційний норматив – 1:06.79 | 1                | Польща (POL)                     | Домініка Штандера                  |
| Олімпійський кваліфікаційний норматив – 1:06.79 | 1                | Сінгапур (SGP)                   | Летиція Сім                        |
| Олімпійський кваліфікаційний норматив – 1:06.79 | 1                | ПАР (RSA)                        | Татьяна Шенмейкер                  |
| Олімпійський кваліфікаційний норматив – 1:06.79 | 1                | Швеція (SWE)                     | Софі Ханссон                       |
| Олімпійський розглядуваний норматив – 1:07.12   | 1                | Австралія (AUS)                  | Дженна Страуч                      |
| Олімпійський розглядуваний норматив – 1:07.12   | 1                | Швейцарія (SUI)                  | Ліза Маміє                         |
| Універсальні місця                              | 1                | Антигуа і Барбуда (ANT)          | Еллі Шоу                           |
| Універсальні місця                              | 1                | Колумбія (COL)                   | Стефанія Гомес                     |
| Універсальні місця                              | 1                | Острови Кука (COK)               | Ленігей Конноллі                   |
| Універсальні місця                              | 1                | Чехія (CZE)                      | Крістина Горська                   |
| Універсальні місця                              | 1                | Фінляндія (FIN)                  | Іда Гулкко                         |
| Універсальні місця                              | 1                | Гамбія (GAM)                     | Аміната Барроу                     |
| Універсальні місця                              | 1                | Кувейт (KUW)                     | Лара Дашті                         |
| Універсальні місця                              | 1                | Ліван (LBN)                      | Лінн ель-Хадж                      |
| Універсальні місця                              | 1                | Малайзія (MAS)                   | Тан Руксен                         |
| Універсальні місця                              | 1                | Марокко (MAR)                    | Іман ель-Бароді                    |
| Універсальні місця                              | 1                | Панама (PAN)                     | Емілі Сантос                       |
| Універсальні місця                              | 1                | Іспанія (ESP)                    | Джессіка Валь                      |
| Загалом                                         | 37               |                                  |                                    |

#### 200 метрів брасом (жінки)
| Кваліфікаційний стандарт                        | К-ть спортсменок | НОК                              | Спортсменки, що кваліфікувались  |
| ----------------------------------------------- | ---------------- | -------------------------------- | -------------------------------- |
| Олімпійський кваліфікаційний норматив – 2:23.91 | 2                | Австралія (AUS)                  | Елла Рамзей Дженна Страуч        |
| Олімпійський кваліфікаційний норматив – 2:23.91 | 2                | Канада (CAN)                     | Сідні Пікрем Келсі Воґ           |
| Олімпійський кваліфікаційний норматив – 2:23.91 | 2                | ПАР (RSA)                        | Кейлін Корбетт Татьяна Шенмейкер |
| Олімпійський кваліфікаційний норматив – 2:23.91 | 2                | США (USA)                        | Кейт Дуглас Ліллі Кінг           |
| Олімпійський кваліфікаційний норматив – 2:23.91 | 1                | Китай (CHN)                      | Є Шивень                         |
| Олімпійський кваліфікаційний норматив – 2:23.91 | 1                | Чехія (CZE)                      | Крістина Горська                 |
| Олімпійський кваліфікаційний норматив – 2:23.91 | 1                | Данія (DEN)                      | Теа Бломстерберґ                 |
| Олімпійський кваліфікаційний норматив – 2:23.91 | 1                | Ірландія (IRL)                   | Мона Макшеррі                    |
| Олімпійський кваліфікаційний норматив – 2:23.91 | 1                | Італія (ITA)                     | Франческа Фанджо                 |
| Олімпійський кваліфікаційний норматив – 2:23.91 | 1                | Японія (JPN)                     | Судзукі Сатомі                   |
| Олімпійський кваліфікаційний норматив – 2:23.91 | 1                | Литва (LTU)                      | Котрина Тетеревкова              |
| Олімпійський кваліфікаційний норматив – 2:23.91 | 1                | Нідерланди (NED)                 | Тес Схаутен                      |
| Олімпійський розглядуваний норматив – 2:24.63   | 1                | Допущені нейтральні атлети (ANA) | Аліна Змушко                     |
| Олімпійський розглядуваний норматив – 2:24.63   | 1                | Сінгапур (SGP)                   | Летиція Сім                      |
| Олімпійський розглядуваний норматив – 2:24.63   | 1                | Іспанія (ESP)                    | Джессіка Валь                    |
| Олімпійський розглядуваний норматив – 2:24.63   | 1                | Швейцарія (SUI)                  | Ліза Маміє                       |
| Універсальні місця                              | 1                | Аргентина (ARG)                  | Макарена Себальйос               |
| Універсальні місця                              | 1                | Естонія (EST)                    | Енелі Єфімова                    |
| Універсальні місця                              | 1                | Швеція (SWE)                     | Софі Ханссон                     |
| Загалом                                         | 23               |                                  |                                  |

#### 100 метрів батерфляєм (жінки)
| Кваліфікаційний стандарт                      | К-ть спортсменок | НОК                        | Спортсменки, що кваліфікувались           |
| --------------------------------------------- | ---------------- | -------------------------- | ----------------------------------------- |
| Олімпійський кваліфікаційний норматив – 57.92 | 2                | Австралія (AUS)            | Емма Маккеон Александрія Перкінс          |
| Олімпійський кваліфікаційний норматив – 57.92 | 2                | Канада (CAN)               | Ребекка Сміт Меґґі Мак-Ніл                |
| Олімпійський кваліфікаційний норматив – 57.92 | 2                | Китай (CHN)                | Юй Їтін Чжан Юйфей                        |
| Олімпійський кваліфікаційний норматив – 57.92 | 2                | Греція (GRE)               | Джорджия Дамасіоті Анна Нтунтунакі        |
| Олімпійський кваліфікаційний норматив – 57.92 | 2                | Італія (ITA)               | Віола Скотто Ді Карло Костанца Кокконеллі |
| Олімпійський кваліфікаційний норматив – 57.92 | 2                | Японія (JPN)               | Мідзукі Хіраї Ікее Рікако                 |
| Олімпійський кваліфікаційний норматив – 57.92 | 2                | США (USA)                  | Торрі Гаск Ґретхен Волш                   |
| Олімпійський кваліфікаційний норматив – 57.92 | 1                | Бельгія (BEL)              | Рос Ваноттердейк                          |
| Олімпійський кваліфікаційний норматив – 57.92 | 1                | Боснія і Герцеговина (BIH) | Лана Пудар                                |
| Олімпійський кваліфікаційний норматив – 57.92 | 1                | Чехія (CZE)                | Барбора Сіманова                          |
| Олімпійський кваліфікаційний норматив – 57.92 | 1                | Франція (FRA)              | Марі Ваттель                              |
| Олімпійський кваліфікаційний норматив – 57.92 | 1                | Німеччина (GER)            | Анґеліна Келер                            |
| Олімпійський кваліфікаційний норматив – 57.92 | 1                | Велика Британія (GBR)      | Кіанна Макіннес                           |
| Олімпійський кваліфікаційний норматив – 57.92 | 1                | Нідерланди (NED)           | Тесса Ґіеле                               |
| Олімпійський кваліфікаційний норматив – 57.92 | 1                | Нова Зеландія (NZL)        | Гейзел Увеганд                            |
| Олімпійський кваліфікаційний норматив – 57.92 | 1                | ПАР (RSA)                  | Ерін Галлагер                             |
| Олімпійський кваліфікаційний норматив – 57.92 | 1                | Швеція (SWE)               | Луїс Ганссон                              |
| Олімпійський розглядуваний норматив – 58.21   | 1                | Данія (DEN)                | Гелена Росендаль Бах                      |
| Олімпійський розглядуваний норматив – 58.21   | 1                | Ірландія (IRL)             | Еллен Волш                                |
| Універсальні місця                            | 1                | Вірменія (ARM)             | Варсенік Манучарян                        |
| Універсальні місця                            | 1                | Свазіленд (SWZ)            | Гейлі Гой                                 |
| Універсальні місця                            | 1                | Грузія (GEO)               | Ана Ніжарадзе                             |
| Універсальні місця                            | 1                | Нікарагуа (NCA)            | Марія Шуцмаєр                             |
| Універсальні місця                            | 1                | Парагвай (PAR)             | Луана Алонсо                              |
| Універсальні місця                            | 1                | Сенегал (SEN)              | Умі Діоп                                  |
| Універсальні місця                            | 1                | Іспанія (ESP)              | Лаура Кабанес                             |
| Загалом                                       | 33               |                            |                                           |

#### 200 метрів батерфляєм (жінки)
| Кваліфікаційний стандарт                        | К-ть спортсменок | НОК                        | Спортсменки, що кваліфікувались |
| ----------------------------------------------- | ---------------- | -------------------------- | ------------------------------- |
| Олімпійський кваліфікаційний норматив – 2:08.43 | 2                | Австралія (AUS)            | Еббі Коннор Елізабет Деккерс    |
| Олімпійський кваліфікаційний норматив – 2:08.43 | 2                | Китай (CHN)                | Чень Луїн Чжан Юйфей            |
| Олімпійський кваліфікаційний норматив – 2:08.43 | 2                | Велика Британія (GBR)      | Кіанна Макіннес Лора Стівенс    |
| Олімпійський кваліфікаційний норматив – 2:08.43 | 2                | Японія (JPN)               | Макіно Хіроко Айрі Міцуї        |
| Олімпійський кваліфікаційний норматив – 2:08.43 | 2                | США (USA)                  | Alex Shackell Реган Сміт        |
| Олімпійський кваліфікаційний норматив – 2:08.43 | 1                | Боснія і Герцеговина (BIH) | Лана Пудар                      |
| Олімпійський кваліфікаційний норматив – 2:08.43 | 1                | Канада (CAN)               | Саммер Макінтош                 |
| Олімпійський кваліфікаційний норматив – 2:08.43 | 1                | Данія (DEN)                | Гелена Росендаль Бах            |
| Олімпійський кваліфікаційний норматив – 2:08.43 | 1                | Угорщина (HUN)             | Богларка Капаш                  |
| Олімпійський розглядуваний норматив – 2:09.07   | 1                | Іспанія (ESP)              | Лаура Кабанес                   |
| Універсальні місця                              | 1                | Ангола (ANG)               | Ліа Ліма                        |
| Універсальні місця                              | 1                | Коста-Рика (CRC)           | Алондра Ортіс                   |
| Універсальні місця                              | 1                | Греція (GRE)               | Джорджия Дамасіоті              |
| Універсальні місця                              | 1                | Сербія (SRB)               | Аня Цревар                      |
| Загалом                                         | 19               |                            |                                 |

#### 200 метрів комплексом (жінки)
| Олімпійський кваліфікаційний норматив – 2:11.47 | 2  | Австралія (AUS)         | Кейлі Маккіон Елла Рамзей       |     |     |
| Олімпійський кваліфікаційний норматив – 2:11.47 | 2  | Канада (CAN)            | Саммер Макінтош Сідні Пікрем    |     |     |
| Олімпійський кваліфікаційний норматив – 2:11.47 | 2  | Китай (CHN)             | Юй Їтін Є Шивень                |     |     |
| Олімпійський кваліфікаційний норматив – 2:11.47 | 2  | Велика Британія (GBR)   | Фрея Колберт Еббі Вуд           |     |     |
| Олімпійський кваліфікаційний норматив – 2:11.47 | 2  | Ізраїль (ISR)           | Анастасія Горбенко Леа Полонскі |     |     |
| Олімпійський кваліфікаційний норматив – 2:11.47 | 2  | Японія (JPN)            | Шіхо Мацумото Охасі Юї          |     |     |
| Олімпійський кваліфікаційний норматив – 2:11.47 | 2  | США (USA)               | Кейт Дуглас Александра Волш     |     |     |
| Олімпійський кваліфікаційний норматив – 2:11.47 | 1  | Чехія (CZE)             | Барбора Сіманова                |     |     |
| Олімпійський кваліфікаційний норматив – 2:11.47 | 1  | Франція (FRA)           | Шарлотт Бонне                   |     |     |
| Олімпійський кваліфікаційний норматив – 2:11.47 | 1  | Угорщина (HUN)          | Шебештьєн Далма                 |     |     |
| Олімпійський кваліфікаційний норматив – 2:11.47 | 1  | Ірландія (IRL)          | Еллен Волш                      |     |     |
| Олімпійський кваліфікаційний норматив – 2:11.47 | 1  | Італія (ITA)            | Сара Франческі                  |     |     |
| Олімпійський кваліфікаційний норматив – 2:11.47 | 1  | Нідерланди (NED)        | Марріт Стінберген               |     |     |
| Олімпійський кваліфікаційний норматив – 2:11.47 | 1  | ПАР (RSA)               | Rebecca Meder                   |     |     |
| Олімпійський кваліфікаційний норматив – 2:11.47 | 1  | Південна Корея (KOR)    | Кім Со Йон                      |     |     |
| Олімпійський кваліфікаційний норматив – 2:11.47 | 1  | Іспанія (ESP)           | Емма Карраско                   |     |     |
| Олімпійський розглядуваний норматив – 2:12.13   | 0  | Н/Д                     | Н/Д                             | Н/Д | Н/Д |
| Універсальні місця                              | 1  | Австрія (AUT)           | Лена Кройндль                   |     |     |
| Універсальні місця                              | 1  | Кабо-Верде (CPV)        | Джейла Піна                     |     |     |
| Універсальні місця                              | 1  | Китайський Тайбей (TPE) | Хань Ань-чі                     |     |     |
| Універсальні місця                              | 1  | Індонезія (INA)         | Аззахра Перматахані             |     |     |
| Універсальні місця                              | 1  | Латвія (LAT)            | Ієва Малука                     |     |     |
| Універсальні місця                              | 1  | Палестина (PLE)         | Валері Роуз Таразі              |     |     |
| Універсальні місця                              | 1  | Перу (PER)              | Маккенна Дебевер                |     |     |
| Універсальні місця                              | 1  | Пуерто-Рико (PUR)       | Крістен Романо                  |     |     |
| Універсальні місця                              | 1  | Словаччина (SVK)        | Тамара Потоцька                 |     |     |
| Універсальні місця                              | 1  | Уругвай (URU)           | Ніколь Франк                    |     |     |
| Універсальні місця                              | 1  | В'єтнам (VIE)           | Во Тхі Мі Тьєн                  |     |     |
| Загалом                                         | 34 |                         |                                 |     |     |

#### 400 метрів комплексом (жінки)
| Кваліфікаційний стандарт                        | К-ть спортсменок | НОК                   | Спортсменки, що кваліфікувались |
| ----------------------------------------------- | ---------------- | --------------------- | ------------------------------- |
| Олімпійський кваліфікаційний норматив – 4:38.53 | 2                | Австралія (AUS)       | Елла Рамзей Дженна Форрестер    |
| Олімпійський кваліфікаційний норматив – 4:38.53 | 2                | Канада (CAN)          | Елла Янсен Саммер Макінтош      |
| Олімпійський кваліфікаційний норматив – 4:38.53 | 2                | Велика Британія (GBR) | Фрея Колберт Кеті Шенеген       |
| Олімпійський кваліфікаційний норматив – 4:38.53 | 2                | Японія (JPN)          | Міо Наріта Таніґава Аґеха       |
| Олімпійський кваліфікаційний норматив – 4:38.53 | 2                | США (USA)             | Кейті Ґраймс Емма Веянт         |
| Олімпійський кваліфікаційний норматив – 4:38.53 | 1                | Угорщина (HUN)        | Вів'єн Якль                     |
| Олімпійський кваліфікаційний норматив – 4:38.53 | 1                | Ірландія (IRL)        | Еллен Волш                      |
| Олімпійський кваліфікаційний норматив – 4:38.53 | 1                | Ізраїль (ISR)         | Анастасія Горбенко              |
| Олімпійський кваліфікаційний норматив – 4:38.53 | 1                | Італія (ITA)          | Сара Франческі                  |
| Олімпійський кваліфікаційний норматив – 4:38.53 | 1                | Іспанія (ESP)         | Емма Карраско                   |
| Олімпійський розглядуваний норматив – 4:39.92   | 1                | Сербія (SRB)          | Аня Цревар                      |
| Універсальні місця                              | 0                | Н/Д                   | Н/Д                             |
| Загалом                                         | 16               |                       |                                 |

## Естафетні дисципліни

### Розклад
| Дисципліна                                 | Дата              | Місце   |
| ------------------------------------------ | ----------------- | ------- |
| Чемпіонат світу з водних видів спорту 2023 | 23–30 липня 2023  | Фукуока |
| Чемпіонат світу з водних видів спорту 2024 | 11–18 лютого 2024 | Доха    |
| Світовий рейтинг ФІНА (естафетні команди)  | 3 червня 2024     | —       |

### Чоловіча естафета 4×100 м вільним стилем
| Кваліфікаційні змагання                                     | К-ть команд | Команди, що кваліфікувались |
| ----------------------------------------------------------- | ----------- | --- |
| Чемпіонат світу 2023                                        | 3           | Австралія (AUS) Італія (ITA) США (USA) |
| Сума найкращих часів на чемпіонатах світу 2023 і 2024 років | 13          | Китай (CHN) Канада (CAN) Бразилія (BRA) Іспанія (ESP) Велика Британія (GBR) Ізраїль (ISR) Німеччина (GER) Греція (GRE) Сербія (SRB) Угорщина (HUN) Франція (FRA) Польща (POL) Швеція (SWE) |
| Загалом                                                     | 16          | |

### Чоловіча естафета 4×200 м вільним стилем
| Кваліфікаційні змагання                                     | К-ть команд | Команди, що кваліфікувались |
| ----------------------------------------------------------- | ----------- | --- |
| Чемпіонат світу 2023                                        | 3           | Велика Британія (GBR) США (USA) Австралія (AUS) |
| Сума найкращих часів на чемпіонатах світу 2023 і 2024 років | 13          | Італія (ITA) Франція (FRA) Південна Корея (KOR) Німеччина (GER) Бразилія (BRA) Китай (CHN) Японія (JPN) Ізраїль (ISR) Греція (GRE) Литва (LTU) Іспанія (ESP) Канада (CAN) Швейцарія (SUI) |
| Загалом                                                     | 16          | |

### Чоловіча естафета 4×100 м комплексом
| Кваліфікаційні змагання                                     | К-ть команд | Команди, що кваліфікувались |
| ----------------------------------------------------------- | ----------- | --- |
| Чемпіонат світу 2023                                        | 3           | США (USA) Китай (CHN) Австралія (AUS) |
| Сума найкращих часів на чемпіонатах світу 2023 і 2024 років | 13          | Франція (FRA) Німеччина (GER) Канада (CAN) Японія (JPN) Нідерланди (NED) Велика Британія (GBR) Італія (ITA) Іспанія (ESP) Польща (POL) Південна Корея (KOR) Австрія (AUT) Ірландія (IRL) Швейцарія (SUI) |
| Загалом                                                     | 16          | |

### Жіноча естафета 4×100 м вільним стилем
| Кваліфікаційні змагання                                     | К-ть команд | Команди, що кваліфікувались |
| ----------------------------------------------------------- | ----------- | --- |
| Чемпіонат світу 2023                                        | 3           | Австралія (AUS) США (USA) Китай (CHN) |
| Сума найкращих часів на чемпіонатах світу 2023 і 2024 років | 13          | Велика Британія (GBR) Швеція (SWE) Нідерланди (NED) Канада (CAN) Японія (JPN) Італія (ITA) Франція (FRA) Бразилія (BRA) Гонконг (HKG) Угорщина (HUN) Данія (DEN) Польща (POL) Словенія (SLO) |
| Загалом                                                     | 16          | |

### Жіноча естафета 4×200 м вільним стилем
| Кваліфікаційні змагання                                     | К-ть команд | Команди, що кваліфікувались |
| ----------------------------------------------------------- | ----------- | --- |
| Чемпіонат світу 2023                                        | 3           | Австралія (AUS) США (USA) Китай (CHN) |
| Сума найкращих часів на чемпіонатах світу 2023 і 2024 років | 13          | Велика Британія (GBR) Канада (CAN) Нідерланди (NED) Угорщина (HUN) Нова Зеландія (NZL) Бразилія (BRA) Японія (JPN) Ізраїль (ISR) Франція (FRA) Італія (ITA) Німеччина (GER) Іспанія (ESP) Туреччина (TUR) |
| Загалом                                                     | 16          | |

### Жіноча естафета 4×100 м комплексом
| Кваліфікаційні змагання                                     | К-ть команд | Команди, що кваліфікувались |
| ----------------------------------------------------------- | ----------- | --- |
| Чемпіонат світу 2023                                        | 3           | США (USA) Австралія (AUS) Канада (CAN) |
| Сума найкращих часів на чемпіонатах світу 2023 і 2024 років | 13          | Швеція (SWE) Нідерланди (NED) Китай (CHN) Франція (FRA) Японія (JPN) Велика Британія (GBR) Польща (POL) Італія (ITA) Німеччина (GER) Ірландія (IRL) Гонконг (HKG) Сінгапур (SGP) Данія (DEN) |
| Загалом                                                     | 16          | |

### Змішана естафета 4×100 м комплексом
| Кваліфікаційні змагання                                     | К-ть команд | Команди, що кваліфікувались |
| ----------------------------------------------------------- | ----------- | --- |
| Чемпіонат світу 2023                                        | 3           | Китай (CHN) Австралія (AUS) США (USA) |
| Сума найкращих часів на чемпіонатах світу 2023 і 2024 років | 13          | Нідерланди (NED) Велика Британія (GBR) Канада (CAN) Японія (JPN) Німеччина (GER) Швеція (SWE) Франція (FRA) Італія (ITA) Польща (POL) Греція (GRE) Південна Корея (KOR) Ізраїль (ISR) Бразилія (BRA) |
| Загалом                                                     | 16          | |

## Дисципліни на відкритій воді

### Розклад
| Дисципліна                                 | Дата             | Місце   |
| ------------------------------------------ | ---------------- | ------- |
| Чемпіонат світу з водних видів спорту 2023 | 15–20 липня 2023 | Фукуока |
| Чемпіонат світу з водних видів спорту 2024 | 3–8 лютого 2024  | Доха    |

### марафон 10 кілометрів (чоловіки)
| Кваліфікаційні змагання           | К-ть спортсменів | Плавець, що кваліфікувався |
| --------------------------------- | ---------------- | --- |
| Країна-господарка                 | 0                | Н/Д |
| Чемпіонат світу 2023              | 3                | Флоріан Веллброк (GER) Кріштоф Рашовскі (HUN) Олівер Клемет (GER) |
| Чемпіонат світу 2024              | 15               | Марк-Антуан Олів'є (FRA) Гектор Парду (GBR) Логан Фонтен (FRA) Ніколас Сломан (AUS) Давід Бетлехем (HUN) Доменіко Ачеренца (ITA) Грегоріо Пальтріньєрі (ITA) Кайл Лі (AUS) Матан Родіті (ISR) Давід Фарінанго (ECU) Атанасіос Кинігакіс (GRE) Іван Пусковіч (USA) Тобіас Робінсон (GBR) Ян Герцоґ (AUT)° Пйотр Возняк (POL)^ |
| Чемпіонат світу 2024 — Африка     | 1                | Філліп Зейдлер (NAM) |
| Чемпіонат світу 2024 — Америка    | 1                | Пауло Стрельке (MEX) |
| Чемпіонат світу 2024 — Азія       | 1                | Мінаміде Тайсін (JPN) |
| Чемпіонат світу 2024 — Європа     | 1                | Мартін Страка (CZE) |
| Чемпіонат світу 2024 — Океанія    | 0                | Н/Д |
| Qualified through 800/1500m A Cut | 11               | Фелікс Аубек (AUT) Гільєрме Коста (BRA) Денієл Віффен (IRL) Кузей Тунчеллі (TUR) Емір Батур Албайрак (TUR) Девід Джонстон (USA) Карлос Гарак Беніто (ESP) Кім У Мін (KOR) Генрік Крістіансен (NOR) Віктор Юханссон (SWE) Ахмед Жауаді (TUN)                                                                                  |
| Загалом                           | 33               | |

° Невикористане квотне місце

^ Невикористане континентальне квотне місце

### марафон 10 кілометрів (жінки)
| Кваліфікаційні змагання           | К-ть спортсменок | Плавчиня, що кваліфікувалася |
| --------------------------------- | ---------------- | --- |
| Країна-господарка                 | 0                | Н/Д |
| Чемпіонат світу 2023              | 3                | Леоні Бек (GER) Челсі Ґубека (AUS) Кейті Ґраймс (USA) |
| Чемпіонат світу 2024              | 15               | Шарон ван Раувендал (NED) Марія де Вальдес (ESP) Анжеліка Андре (POR) Моеша Джонсон (AUS) Ана Марсела Куня (BRA) Мерая Деніґен (USA) Каролін Жуїсс (FRA) Аріанна Бріді (ITA) Ліза Пу (MON) Осеан Кассіньйоль (FRA) Айрі Ебіна (JPN) Беттіна Фабіан (HUN) Анхела Мартінес (ESP) Вівіане Жунгблут (BRA)° Емма Фінлін (CAN)^ Марія Брамонт-Аріас (PER)^ |
| Чемпіонат світу 2024 — Африка     | 1                | Аміка де Яґер (RSA) |
| Чемпіонат світу 2024 — Америка    | 1                | Марта Сандоваль (MEX) |
| Чемпіонат світу 2024 — Азія       | 1                | Сінь Сінь (CHN) |
| Чемпіонат світу 2024 — Європа     | 1                | Ліа Крісп (GBR) |
| Чемпіонат світу 2024 — Океанія    | 0                | Н/Д |
| Qualified through 800/1500m A cut | 2                | Леоні Мартенс (GER) Джиневра Таддеуччі (ITA) |
| Загалом                           | 24               | |

° Невикористане квотне місце

^ Невикористане континентальне квотне місце

## Нотатки
| a. | ↑ Кваліфікувалися в іншу дисципліну                                       |
| b. | ↑ Здобули універсальне місце, але показали олімпійський розглядуваний час |
| c. | ↑ Показали олімпійський розглядуваний час в іншій дисципліні.             |